# 泉州市
泉州市（白話字：Choân-chiu-chhǐ；發音：/t͡suan²⁴⁻²² t͡siu³³ t͡sʰi²²/），简称泉、鲤，泉州府城又称刺桐（城）（羅馬化：Chidun）、温陵、清源，是中華人民共和國福建省下辖的地级市，位于福建省中南部沿海。地处闽东南沿海丘陵平原区，地势西北高，东南低，西北部为戴云山。晋江东溪和西溪于南安市双溪口汇合，往东流贯市区，注入泉州湾。市人民政府驻丰泽区东海街道。泉州是福建南部地区的政治、经济、文化和交通中心，首批国家历史文化名城，古代海上絲綢之路的起点，联合国教科文组织设立的世界多元文化展示中心，世界宗教博物馆，中国首届东亚文化之都，全国文明城市，国家卫生城市。五代十国中后期，晋江王留从效建立的清源军（平海军）政权定都于此，故被誉为“千年古都”和“闽南古都”。宋元时期，泉州海外贸易发达，被意大利旅行家马可·波罗称为“世界上最大的两个貿易港之一”和“东方的亚历山大港”，被摩洛哥旅行家伊本·白图泰称为“世界上最大的港口”，被元朝学者吴澄称为“七闽之都会”。
泉州是闻名海内外的国际花园城市，中国三大金融综合改革试验区之一，海峡西岸经济区五大中心城市之一，经济总量曾连续22年居福建省首位。2017年城市综合经济竞争力位列中国第28位。是泉州闽南文化的发源地与发祥地，闽南文化保护的核心区与富集区，历史文化深厚、名胜古迹众多，有“海滨邹鲁”、“光明之城”的美誉。2013年8月26日，泉州被国家文化部评为首届中国“东亚文化之都”，与日本横滨、韩国光州齐名。泉州是聯合國科教文組織唯一認定的海上絲綢之路起點。2015年，作为中国“一带一路”战略的一部分，泉州被定位为“21世纪海上丝绸之路先行区”。2015年7月，中国工程院把泉州市作为“中国制造2025”唯一的地方样板和实践范例。2021年7月25日，“泉州：宋元中国的世界海洋商贸中心”被列为世界文化遗产。

## 历史
泉州是闽南文化的发祥地，于260年（孙吴永安三年）始置东安县治，至今有1750多年的独立建制史。泉州作为聚落则建城于720年，距今1300年。

### 史前时期
早在旧石器时代，古闽人就在泉州这块土地上披荆斩棘，繁衍生息。古闽先民使用石制工具劳动生产，掌握种植水稻和制作陶器的技术。
3400—2900年前（相当于商朝中后期至西周前期），晋江流域出现受中原商周文化强烈影响的早期青铜文化，即浮滨文化。

### 汉、孙吴
汉高祖五年（前202年），漢高祖封無諸為閩越王，重建閩越國。之后，今泉州地界先后归属闽越国、冶县、侯官县。
孫吴永安三年（260年），设建安郡。今泉州市多数地区属东安县（治所设今南安县丰州镇），今德化县属侯官县。

### 晋、南朝
西晋太康三年（282年），东安县改为晋安县，属晋安郡。
西晋永嘉五年（311年），中原战乱，門閥大族衣冠南渡入闽，沿古南安江两岸聚居，改南安江为“晋江”。带来中原地区先进的生产工具，生产技术和文化艺术，促进了本地区的进一步开发和繁荣。
东晋至南朝期间，泉州社会相对安定，滨海先民“以网罟为耕耘”，在发展渔盐业生产的同时，为扩大农桑生产，与江海争地，在晋江下游围垦冲积滩涂，改造为农田；山区先民则开劈山丘造梯田。生产有较大发展，此时海上交通也悄然兴起。
南朝，劉宋泰始四年（468年），晋安郡、晋安县分别改称晋平郡、晋平县。蕭齐时，改称晋安郡、晋安县。蕭梁天监中（502年－519年），今泉州地界属梁安郡晋安县。陳天嘉五年（564年），梁安郡改称南安郡。陈光大二年（568年），南安郡属丰州（治所在闽县，即今福州市鼓楼区）。

### 隋、唐、五代

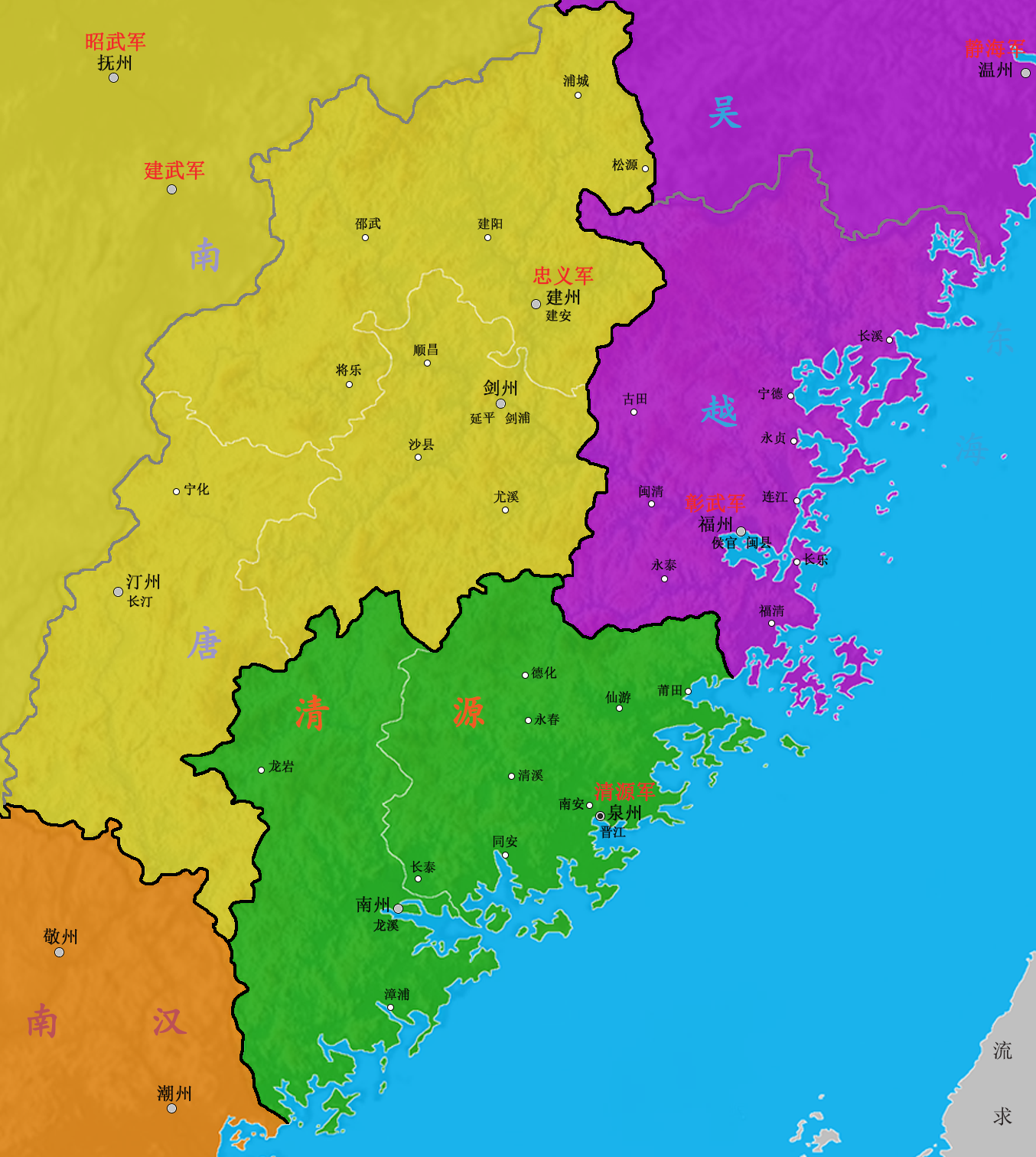
福建形势图（957年），绿色部分为清源军疆域。

隋开皇九年（589年），丰州改称泉州（治所在今福州市鼓楼区），撤销南安郡，晋安县改称南安县。“泉州”之名首次出现。开皇十年（590年），南安县豪强王国庆起兵反隋，自称大都督，攻克泉州城，后于次年春季被隋越国公杨素平定。大業二年（606年），泉州改为闽州，南安县属闽州。大业三年，闽州改建安郡，德化属闽县，今泉州市其它地区属南安县。
唐武德元年（618年），建安郡改为建州。武德五年，在故南安郡置丰州（治所在今南安市丰州镇），并分置莆田县。武德六年（623年），在闽县再次设泉州。武德八年（625年），置都督府，辖泉州、建州、丰州。貞觀元年（627年），丰州撤销并入泉州。
嗣聖元年（684年），今泉州地界首次单独设州，名为武荣州。三年（700年），废武荣州，诸县还隶泉州。久视元年（700年），南安县人孙师业诉称赴州遥远，又于南安县东南15里（今福建省泉州市鲤城区）置武荣州，是今泉州古城建城的肇始。景云二年（711年），改武荣州为泉州，因城北泉山（清源山）因而得名，自此，“泉州”一词不再指今福州周边地区。开元八年（720年），置晋江县（今鲤城区）为附郭。泉州城市周围先后开凿尚书塘，仆射塘，疏浚东湖，建天水淮，可灌溉农田千顷，手工业已出产蚕丝、苎麻织品，以及青白瓷器，铜铁器等日用品，当时泉州造船技术高超，所造海船抗风力强，航行平稳，适于远航。
天宝元年（742年），改泉州为清源郡。乾元元年（758年），复为泉州。
中和五年（885年）八月，王潮、王审邽和王审知三兄弟率领的光寿军应泉州人張延魯等所邀，围攻泉州城，于次年（886年）八月攻克泉州，杀死不得人心的泉州刺史廖彦若。随后，光寿军以泉州为基地攻取整个福建地区，最终发展为闽国。
五代前期泉州屬闽国；后期属清源軍（964年改称平海軍）。清源军是一个事实上独立的割据政权，历4主、29年（949年—978年），其疆域包括现在的閩南和莆田，泉州为其首府。晋江王、清源军节度使留从效主政泉州时，大力拓展海外贸易，扩展泉州城，并下令环城遍植刺桐树，泉州遂以“刺桐城”闻名于世。北宋太平兴国三年（978年），平海军节度使陈洪进被迫向北宋朝廷上表投降，史称“泉漳纳土”。

### 宋、元

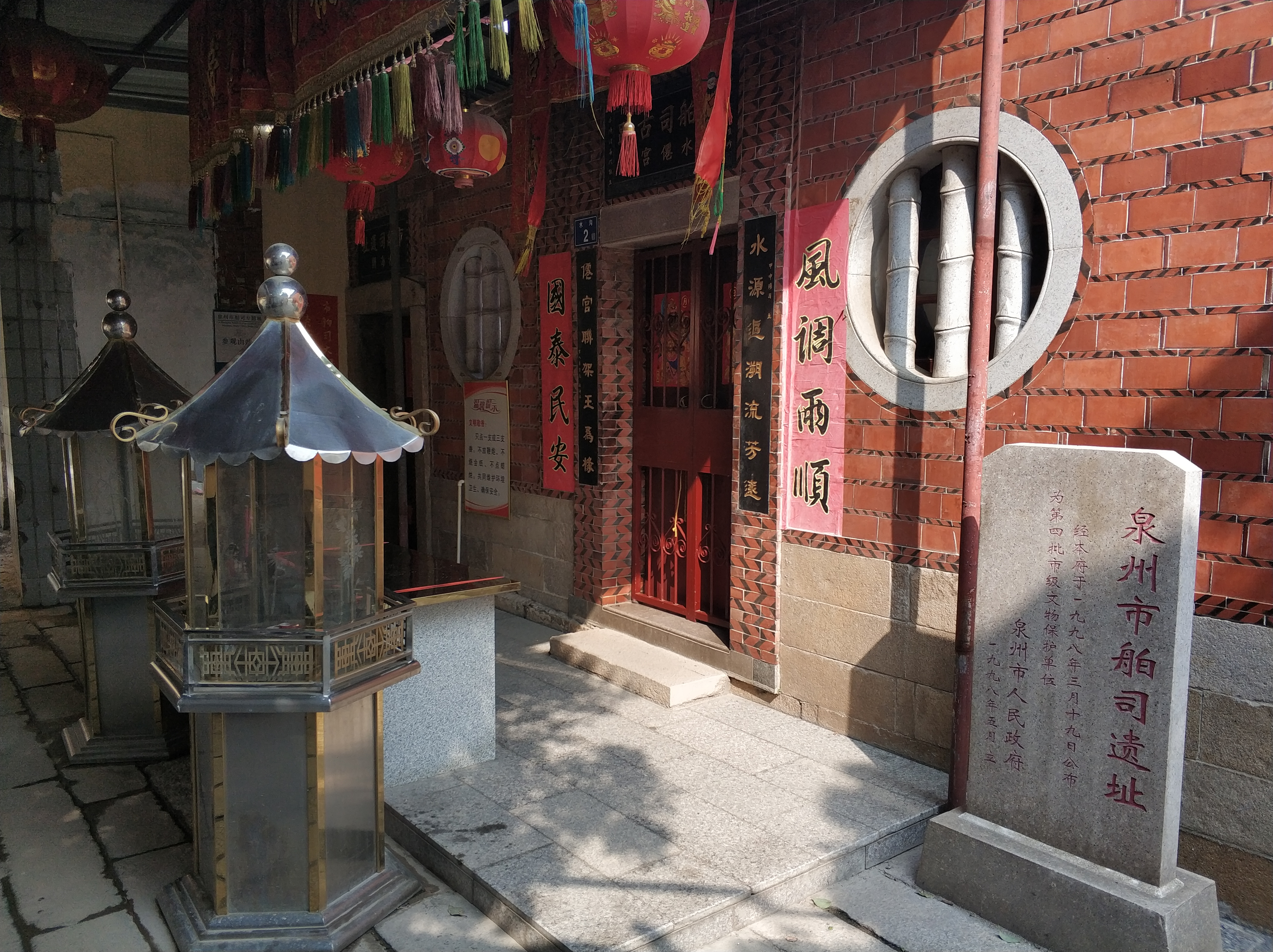
泉州市舶司遗址

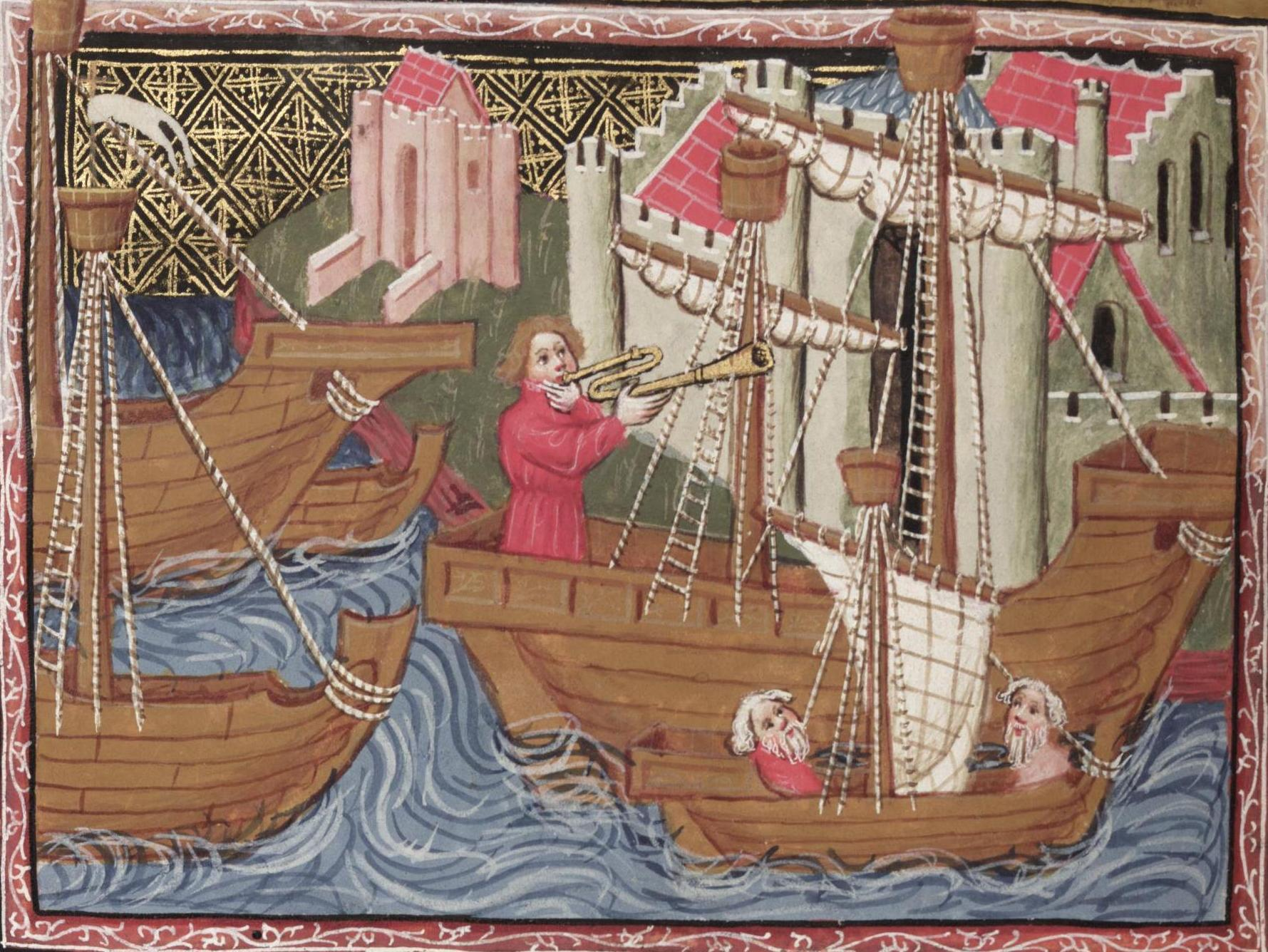
15世纪欧洲出版的《马可·波罗游记》中的泉州

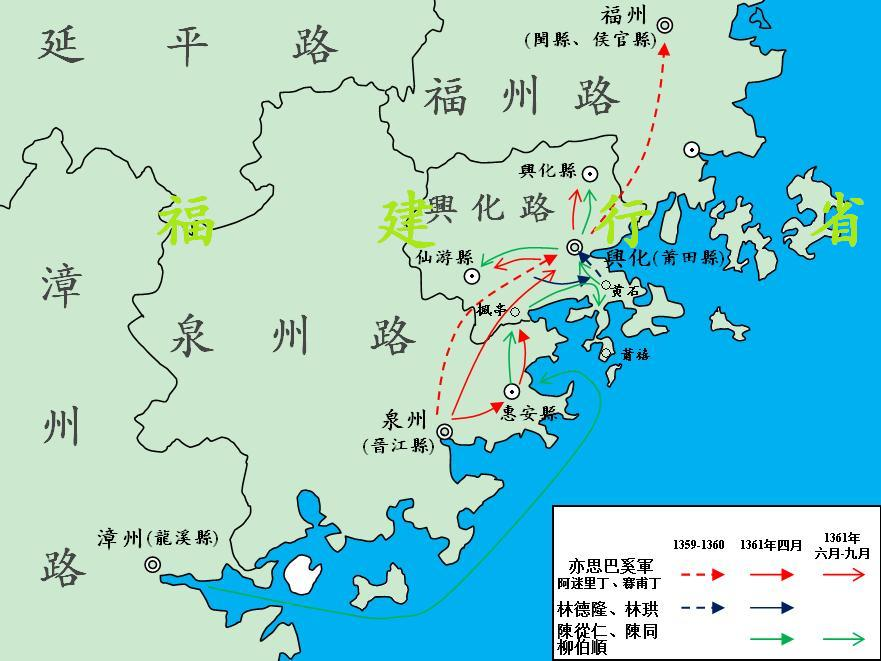
亦思巴奚兵乱前期形势图

在宋朝和元朝时，泉州是“東方第一大港”和“世界第一大港”。北宋时期，泉州经济更加繁荣。皇祐年间（1049年－1054年）“泉州城内画坊八十，（全境）生齿无虑五十万” ，是全国丝织中心之一，与杭州并称一时之盛，所产绫罗绸缎和绢伞绢扇与青白瓷器、生铁、铜鼎、铁针、铜瓦以及糖、酒、茶叶、桂元干、桂林干、纸张等，都是出口外销商品。造船技术更加精良，已能造出远洋大海舶。
北宋元祐二年（1087年），宋朝政府在泉州设置福建提举市舶司“掌蕃货、海舶、征榷贸易之事”，推动刺桐港对外贸易的不断发展。到北宋后期，泉州的对外通商贸易已涉足31个国家和地区。南宋时期，皇室偏安，泉州距杭州较近，所造海舶船身巨大，设备齐全，乘航平稳，加上舟师水手善于识天象，辨水道，并用指南针导航，所以海舶一直称雄于海上，成为南宋政府海上交通要地和重要的经济补给来源。据《诸蕃志》记载，泉州其时已与海外58个国家和地区有通商往来，“涨海声中万国商”，使刺桐港进入一个空前繁荣的时代。有很多外籍商贾巨富与皇族绅贵择居泉州，繁衍生息。
南宋时期，海盗多次侵扰泉州。绍兴五年（1135年），朱聪率领的海盗进犯泉州。乾道七年（1171年）和乾道八年（1172年），毗舍耶人两次自海上袭击泉州沿海地区。嘉定十一年（1218年），王子清、赵希却率领的海盗进犯泉州。绍定五年（1232年），周旺一率领的海盗进犯泉州。
1277年（南宋景炎二年，元世祖至元十四年），南宋闽广招抚使兼主市舶、阿拉伯人后裔蒲寿庚据泉州叛宋降元，导致宋将张世杰率大军围攻泉州，达90天之久，城中饿死无数，围攻以失败告终。
元朝政府出于政治和军事上的需要，为加强泉州的地位，多次在泉州设行省或分省。元世祖至元十四年（1277年），置泉州行宣慰司，治泉州，辖境相当今福建省。十五年（1278年），改泉州行宣慰司为泉州行中书省；同年六月，江西等处行中书省并入泉州行省；同年七月，省治一度迁往赣州。十七年（1280年）正月，置福建等处行中书省，治福州；同年，复置江西行省，一度出现福建、泉州、江西三省并立的情况；同年五月，泉州行省并入福建行省，同时福建行省迁治泉州；同年七月，江西行省并入福建行省，置江西道宣慰司，福建行省又迁治隆兴（今南昌）。十八年（1281年），还治福州；同年十月前，复置泉州行省。十九年（1282年），罢江西道宣慰司，复置江西行省；同年五月，泉州行省并入福建行省，福建行省还治泉州；同年六月，江西行省并入福建行省。二十年（1283年）三月，还治福州。二十一年（1284年）二月，复置泉州行省；同年九月，泉州行省并入福建行省，置泉州分省，蒲寿庚为分省平章政事。二十二年（1285年）正月，复置江西行省，福建行省并入江西行省，置福建道宣慰司。二十三年（1286年），复置福建行省，旋即并入江浙等处行中书省，置福建道宣慰司。二十五年（1288年），复置福建行省。二十八年（1291年）二月，福建行省并入江西行省，置福建道宣慰司。二十九年（1292年），复置福建行省，治福州。元成宗大德元年（1297年），为谋图攻占琉求（今台湾岛），改称福建平海等处行中书省，迁治泉州。三年（1299年）二月，福建行省并入江浙行省，置福建道宣慰司。元顺帝至正十六年（1356年），恢复福建等处行中书省。十八年（1358年），福建行省参知政事讷都赤分省泉州，置泉州分省。二十六年（1366年）八月，福建行省与江西行省合并为福建江西等处行中书省。
元代，政府仍袭用南宋之法，设泉州市舶提举司。至元十八年（1281年）还特地作出规定：“商贾市舶物货，已经泉州抽分者，诸处贸易，止令输税，不再抽分”。使泉州港居于特殊重要的地位，泉州也在此时取得“东方第一大港” 的美誉。据《岛夷志略》载，泉州与海外通商贸易已涉足近百个国家与地区。马可·波罗于至元二十八年（1291年）冬，奉命护送阔阔真公主远嫁伊儿汗国，途经泉州时在其《行记》中写道“刺桐是世界上最大的港口之一，大批商人云集这里，货物堆积如山，的确难以想象，（这里）一切生活必需品非常丰富。”50年后，摩洛哥旅行家伊本·白图泰来泉，他在游记中写道：“余见（泉州）港中有大船百余，小船则不可胜数矣！”其时，泉州不仅是昌盛的通商巨埠，而且是一座繁华的国际都市，居住泉州城的居民，除中国人外，来自外国的商人、传教士、僧侣、游历家、王子、贵族和使节等达数万人。
元末至正十七年（1357年），什叶派波斯人、义兵万户赛甫丁和阿迷里丁占据泉州，酿起亦思巴奚兵乱，持续五年未息。至正二十二年（1362年），逊尼派阿拉伯人那兀纳夺取亦思巴奚军领导权，继续割据泉州，直到至正二十六年（1366年）被忠于元朝的军阀陈友定消灭。这次兵乱前后达十年之久，泉州社会因此受到极大破坏，经济开始衰败。

### 明、清

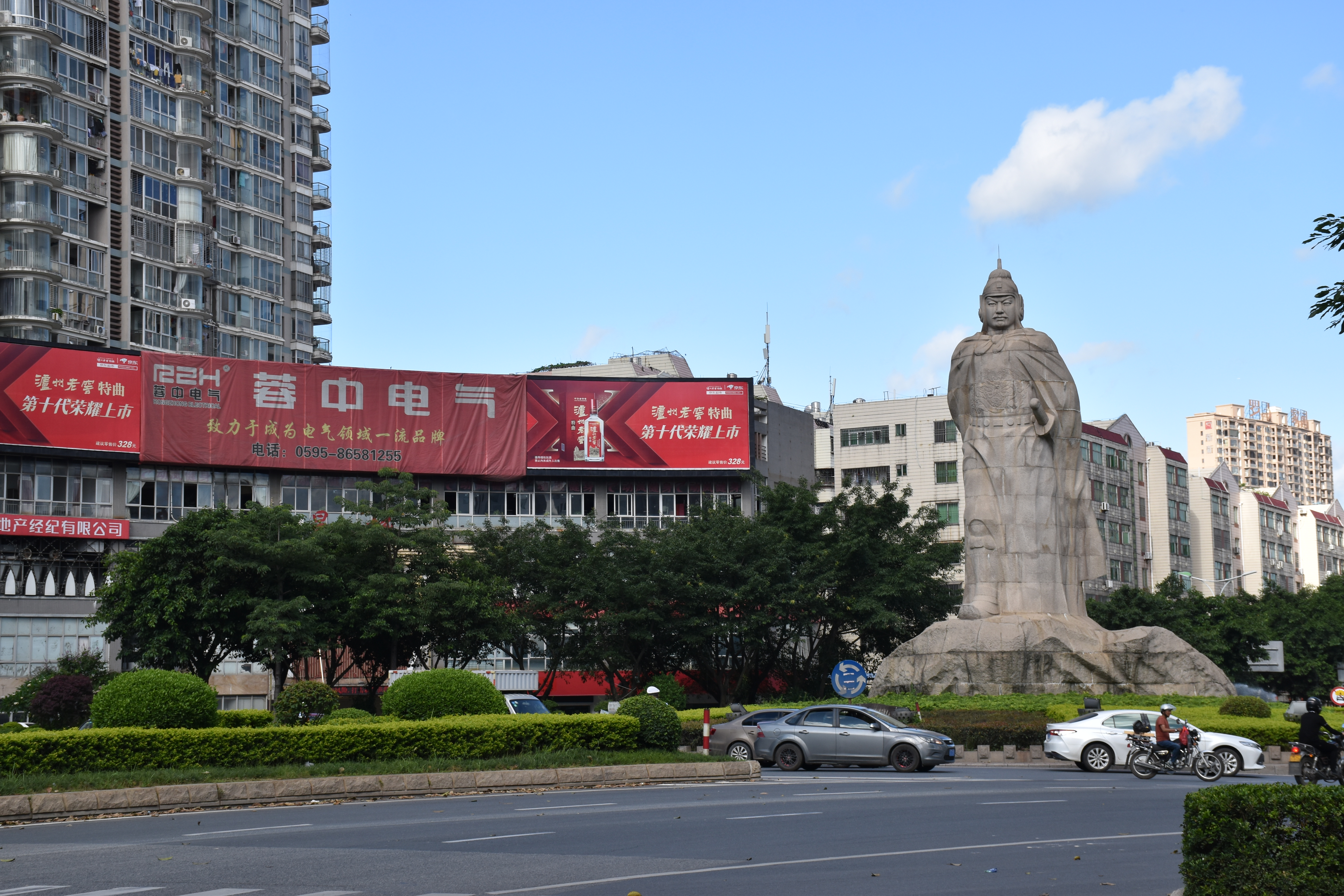
南安郑成功雕像

明初，明朝政府改泉州路为泉州府。明时设立兴泉道，驻泉州，设兴泉兵备一员，分巡兴泉道兼分理军务。
为了防止倭寇骚扰，一开始实行“海禁”政策。后为推行朝贡贸易，于洪武三年（1370年）设福建市舶司于泉州，限令只通琉球。洪武七年罢止市舶司。永乐三年至宣德八年（1405年—1433年），郑和七下西洋，促进了朝贡贸易的发展。泉州又复设市舶司，并加设“来元驿”。此时，泉州农桑和手工业发达，盛产棉布和葛布，织染业称著一时。陶瓷产品均为上品，冶炼技术精湛，造船技术高超，所产的糖、盐、茶叶、桂圓等都是海外贸易的得利商品。但由于官营的朝贡贸易须大量赏赐丝绸、铜币等，得不偿失，至成化六年（1470年），“四夷朝贡人数日增，岁造衣币赏赉不敷”，朝贡贸易维持不下去。成化八年福建市舶司由泉州迁置福州。从此，泉州对外贸易一蹶不振。明朝后期，泉州人相继成批逃離海外谋生，成為最早僑民。民间贸易从来没有停止过，而且由合法转为非法，出现了许多横行海上的武装走私集团。崇祯元年（1628年），海盗首领郑芝龙接受明廷招抚，任海防游击，号“五虎游击将军”，驻晋江县安平镇，建立了明郑海上势力。
清朝时，仍设置兴泉道，管辖泉州府和兴化府。康熙九年（明郑永曆二十四年，1670年）置兴泉道，管辖兴化府、泉州府，道治驻泉州府，与思明州的明郑势力对峙。雍正五年（1727年），徙兴泉道道治于泉州府同安县嘉禾里（今厦门市岛内）。雍正十二年（1734年），增领永春直隶州，更名兴泉永道。这一区划一直延续到清朝灭亡。
清初，清朝政府面对郑成功的强大抗清力量，先是实行“禁海”，以后又下令“迁界”，强迫海边居民分别内迁30-35里，致使泉州沿海居民背井离乡，流离失所，良田荒芜，闾里空虚，经济全面衰败。后来，由于郑成功以台灣為反清據點，大批流离失所的沿海居民被招募入台屯垦；施琅降清後，又有一批泉州人随军入台。据统计，郑氏政权在台湾存在的23年间，泉州沿海移居入台达20万人以上，对开发建设台湾起着重要作用。
康熙二十二年（1683年），台湾併入清朝版圖后，泉州沿海经济复苏，农粮物扩展，茶果栽培技术提高，土特产品仍然是外销的主要商品。康熙五十五年(1716年)，清政府担心流落海外的反清势力与外国势力联合，威胁其统治，又实行南洋禁海，至雍正五年（1727年）才开禁，但仍严格限制。乾隆四十九年（1784年）又开放泉州的蚶江与台湾鹿港对渡，开展泉台海上贸易。
雍正十二年（1734年），升永春县为永春直隶州，辖德化县和大田县。
至18世纪以后，当欧洲殖民主义称霸海上，中国被打开门户的时候，泉州对外贸易港口的地位被厦门取代，泉州港昔日的辉煌已成为过去，沦为地区性的小港。

#### 鸦片战争后
鸦片战争以后，泉州海外通商贸易每况愈下，社会经济停滞不前，加上清政府赋税苛重，层层盘剥，手工业倒闭，大量破产，农民辛苦劳作半岁粮，民生无计。为了求生存，谋发展，泉州大批居民逃離至国外谋生，成為台灣、馬來西亞、新加坡、印尼華僑。从1841年—1911年的70年中，泉州人出海侨居谋生达70.86万人。
辛亥革命期间，泉州一批追求民主的文化人和爱国人士，先后参加中国同盟会进行革命活动。侨居海外的众多泉州籍华侨志士也在侨居地加入中国同盟会，出资出力支持孙中山的民主革命事业。清宣统三年（1911年）10月，武昌起义后，全国各地纷纷响应，推翻清朝封建统治。11月，在革命党人和广大民众的威迫下，清朝泉州知府逃走，晋江知县投降，交接政权，泉州宣告光复。

### 中华民国

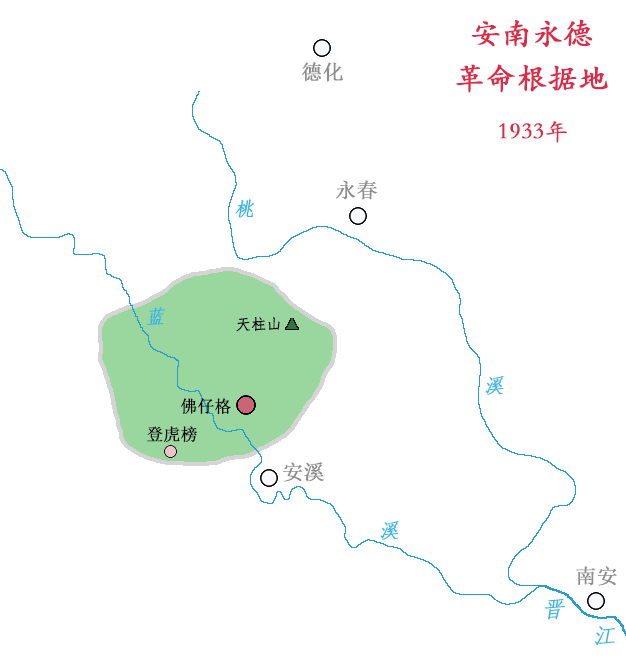
安南永德革命根据地地图（1933年）

1912年，析泉州府同安县绥德乡嘉禾里（厦门岛）和翔风里之大小金门岛等岛屿设思明县。1914年，从思明县析置金门县。两县皆直属省政府。
1913年，撤泉州府和永春直隶州，兴泉永道改称南路道，今泉州市属之；1914年，南路道改名厦门道。1927年废除道，实行省、县二级区划，今泉州所属各县级行政区直属省政府所辖，又设立省政府派出机关——行政督察区，多次变更后，今泉州市大部分地区在民国末期属福建省第四行政督察区。
民国初期，在原泉州府和永春直隶州区域内，“官匪合一”的军阀各据一方，争斗不休。海军系占据金门等地；高义占据晋江、南安；陈国华占据德化、大田；吴威占据永春；叶定国占据同安等地；杨汉烈占据仙游、莆田；陈国辉占据安溪、南安。泉州社会长期处于政局混乱、军阀混战、盗匪蜂起、民不聊生的困境之中。
1919年10月—1920年9月，设置安海县。
1932年11月—1935年10月，中国共产党的地方组织在安溪、南安、永春、德化4县交界区域建立安南永德苏区。
1933年12月13日—1934年1月21日，十九路军建立的中华共和国设置兴泉省（初称泉海省），以晋江县（县治在今泉州市区）为省会。
1949年8月31日凌晨，驻泉州城内的中华民国交通警察部队撤离。同日上午10时许，闽浙赣人民游击纵队闽中支队泉州团队独立大队第一、二中队从新门进入泉州城，分别负责占领城南、城北；第三中队进驻城南朵莲寺，守华洲桥。傍晚，中国人民解放军第十兵团第二十九军第八十七师二六〇团先头部队进城与泉州团队会师。1949年9月1日被定为泉州解放纪念日。9月9日，中共福建省第五（晋江）地委成立，召开第一次扩大会议。福建省第五行政督察专员公署、泉州军事管制委员会、福建省军区第五军分区也同时成立并开展工作。
1920年代后期—1949年，泉州是研究或信仰无政府主义的知识分子比较集中的城市，有“安那其主义之都”之称。秦望山是泉州无政府主义者群体的核心人物。1931年左右，黎明高级中学教师叶非英在泉州秘密组建中国无政府共产主义者联盟。无政府主义作家巴金于1930年8月、1932年4月和1933年夏三度到泉州会见友人。

### 中华人民共和国

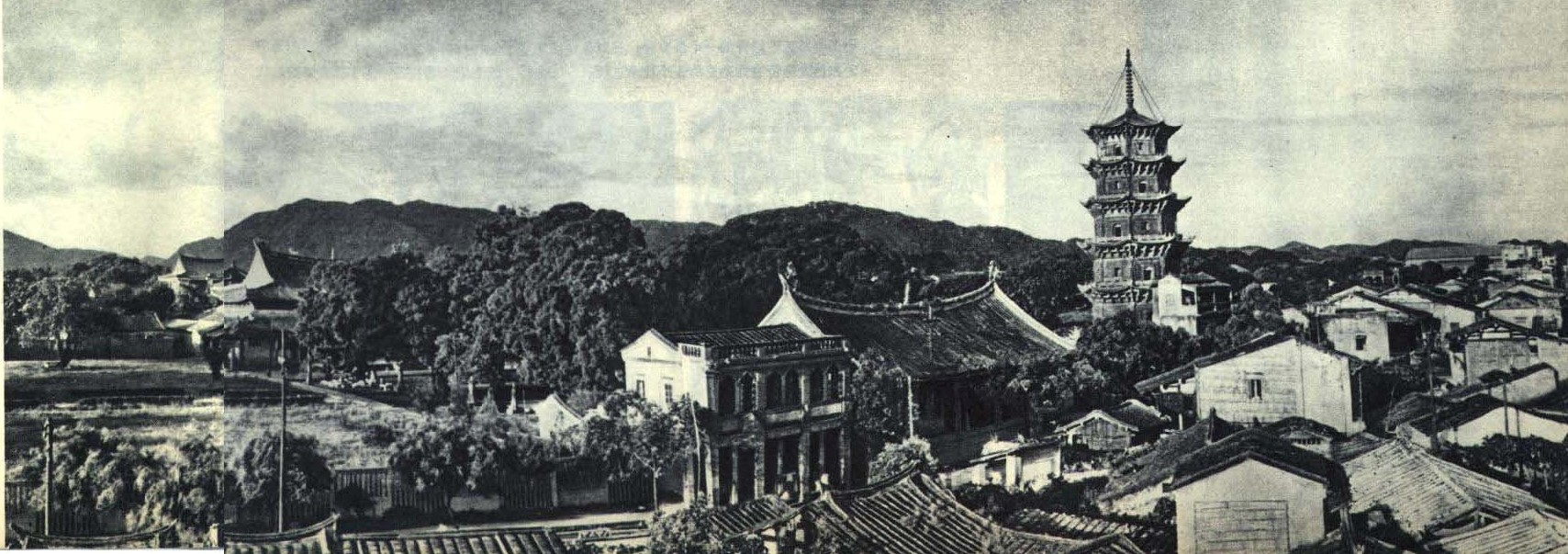
1963年，泉州一角

1949年，解放军占领泉州（大小金门岛等岛屿除外）。
1951年1月1日，析晋江县城关及近郊设县级泉州市，同时晋江县迁治青阳镇。
1955年，设立晋江专区，1971年改称晋江地区。
1958年，晋江专区同安县改隶厦门市，1970年，同安县复隶晋江专区，1973年，同安县再次改隶厦门市。
1983年4月28日，原属莆田地区的莆田、仙游2县划入晋江地区；9月9日，设立地级莆田市，将晋江地区的莆田、仙游二县划归莆田市管辖。
1985年5月14日，晋江地区改设地级泉州市，原县级泉州市改设鲤城区和郊区；12月23日，取消郊区建置；12月31日，鲤城区人民政府成立。1986年1月1日，泉州市人民政府成立。
1987年12月，析晋江县石狮、永宁、蚶江3镇和祥芝乡为县级石狮市。
1992年，晋江县改设县级晋江市。1993年，南安县改设县级南安市。
1996年，以惠安县北部成立肖厝经济开发区；2000年，改设泉港区，正式脱离惠安县。
1997年，拆鲤城区为鲤城区、洛江区、丰泽区3区。
另外，金门与厦门一起于1912年从泉州府同安县独立设立思明县，1914年，金门又从思明县独立设置金门县。民国时期，县直属省辖，所以金门县直属福建省，1949年时金门县属福建省第四行政督察区。解放军于1949年攻占原属金门县的大嶝乡（大嶝、小嶝和角屿），但未能攻下大小金门岛。在中华人民共和国政府的行政区划中，金门县又被划入泉州市，为该市所属县。而原属金门县的大嶝乡现今属于厦门市翔安区大嶝街道。
中華人民共和國初期，两岸关系紧张，国家主要投资都在内陸，故經濟发展缓慢。1977年改革開放开始，泉州被定为沿海开放城市，从此进入新的發展期。
1990年代起，民营经济在泉州迅速兴起，再加上大量台商与外商来到泉州投资，1990年代末开始至2010年代末，泉州的区域生产总值一直处于福建省第一的位置。自2023年开始，随着新冠疫情后中国出现的出游潮，加之泉州已成为了世界遗产城市，其成为中国的一大热门旅游目的地：该年泉州实现旅游总收入同比增长68.9%，接待国内外游客同比增长53.9%。

## 地理

### 区位
泉州市地处福建省東南沿海，介于上海和湛江两大港口之间的海岸线中段；全市范围位于东经117°35′-119°05′，北纬24°23′-25°56′之间，東西宽约138公里，南北長约157公里。東北与莆田市、福州市交界，北部和西北部与三明市、龍岩市接壤，西南面与漳州市、廈門市毗邻，东南隔台湾海峡与台湾遙相望。

### 地形
泉州市土地总面积11015平方千米（不含金门县），4/5的面积为山地丘陵。地势由西北向東南倾斜，呈三级阶梯状分布，可分为西北部中、低山区，中部低山、丘陵、河谷平原区和东南沿海丘陵、台地、平原区三个地貌区。西北部戴雲山脈，有「閩中屋脊」之称，主峰戴雲山海拔1856米；德化和永春、安溪的西部山地廣布，海拔1500米以上的山峰有29座，1000米以上的山峰数百座；河谷、盆地错落其间，是泉州市地势最高的第一级阶梯。東南部地势較为开闊。戴云山脉延伸部分的山地、丘陵和河谷平原相间排列，屬泉州市地势的第二级阶梯。沿海丘陵、台地和缓、连绵分布，海拔多在200米以下；晋江中下游的泉州平原是福建省的第四大平原，属地勢的第三级阶梯。第三级阶梯向海面以下延伸，就是大陸棚部分。
泉州市瀕臨東海，主要有湄洲湾、大港湾、泉州湾、深沪湾、圍头湾、安海湾等海湾。在这些海湾内有适宜建大、中、小型碼头泊位的十多个港口，其中肖厝港是「世界不多、全国少有」的深水海港。泉州市沿海島屿较多，最大的海岛为金門島（未實際管辖），面积133平方千米，此外还有大坠岛、惠屿等岛屿。

### 气候
属于副热带季风气候。
| 泉州(平均數據1991–2020 極端數據1991至今) | 泉州(平均數據1991–2020 極端數據1991至今) | 泉州(平均數據1991–2020 極端數據1991至今) | 泉州(平均數據1991–2020 極端數據1991至今) | 泉州(平均數據1991–2020 極端數據1991至今) | 泉州(平均數據1991–2020 極端數據1991至今) | 泉州(平均數據1991–2020 極端數據1991至今) | 泉州(平均數據1991–2020 極端數據1991至今) | 泉州(平均數據1991–2020 極端數據1991至今) | 泉州(平均數據1991–2020 極端數據1991至今) | 泉州(平均數據1991–2020 極端數據1991至今) | 泉州(平均數據1991–2020 極端數據1991至今) | 泉州(平均數據1991–2020 極端數據1991至今) | 泉州(平均數據1991–2020 極端數據1991至今) |
| 月份                                     | 1月                                      | 2月                                      | 3月                                      | 4月                                      | 5月                                      | 6月                                      | 7月                                      | 8月                                      | 9月                                      | 10月                                     | 11月                                     | 12月                                     | 全年                                     |
| ---------------------------------------- | ---------------------------------------- | ---------------------------------------- | ---------------------------------------- | ---------------------------------------- | ---------------------------------------- | ---------------------------------------- | ---------------------------------------- | ---------------------------------------- | ---------------------------------------- | ---------------------------------------- | ---------------------------------------- | ---------------------------------------- | ---------------------------------------- |
| 历史最高温 °C（°F）                      | 28.0 (82.4)                              | 28.9 (84.0)                              | 30.8 (87.4)                              | 33.7 (92.7)                              | 34.2 (93.6)                              | 35.9 (96.6)                              | 37.7 (99.9)                              | 38.7 (101.7)                             | 39.2 (102.6)                             | 36.2 (97.2)                              | 32.4 (90.3)                              | 30.4 (86.7)                              | 39.2 (102.6)                             |
| 平均高温 °C（°F）                        | 16.8 (62.2)                              | 17.3 (63.1)                              | 19.6 (67.3)                              | 23.8 (74.8)                              | 27.3 (81.1)                              | 30.0 (86.0)                              | 32.7 (90.9)                              | 32.5 (90.5)                              | 31.0 (87.8)                              | 27.4 (81.3)                              | 23.6 (74.5)                              | 19.0 (66.2)                              | 25.1 (77.1)                              |
| 日均气温 °C（°F）                        | 12.9 (55.2)                              | 13.2 (55.8)                              | 15.5 (59.9)                              | 19.8 (67.6)                              | 23.6 (74.5)                              | 26.7 (80.1)                              | 28.8 (83.8)                              | 28.6 (83.5)                              | 27.1 (80.8)                              | 23.6 (74.5)                              | 19.8 (67.6)                              | 15.2 (59.4)                              | 21.2 (70.2)                              |
| 平均低温 °C（°F）                        | 10.4 (50.7)                              | 10.7 (51.3)                              | 12.8 (55.0)                              | 17.0 (62.6)                              | 21.0 (69.8)                              | 24.4 (75.9)                              | 26.1 (79.0)                              | 25.9 (78.6)                              | 24.5 (76.1)                              | 20.8 (69.4)                              | 17.2 (63.0)                              | 12.6 (54.7)                              | 18.6 (65.5)                              |
| 历史最低温 °C（°F）                      | 0.1 (32.2)                               | 1.4 (34.5)                               | 4.4 (39.9)                               | 7.1 (44.8)                               | 12.6 (54.7)                              | 15.6 (60.1)                              | 21.5 (70.7)                              | 21.6 (70.9)                              | 16.1 (61.0)                              | 12.8 (55.0)                              | 7.7 (45.9)                               | 0.4 (32.7)                               | 0.1 (32.2)                               |
| 平均降水量 mm（）                        | 44.2 (1.74)                              | 72.7 (2.86)                              | 96.7 (3.81)                              | 106.4 (4.19)                             | 180.9 (7.12)                             | 206.2 (8.12)                             | 126.8 (4.99)                             | 193.1 (7.60)                             | 120.0 (4.72)                             | 48.4 (1.91)                              | 42.2 (1.66)                              | 43.5 (1.71)                              | 1,281.1 (50.43)                          |
| 平均降水天数（≥ 0.1 mm）                 | 6.9                                      | 9.7                                      | 13.4                                     | 12.9                                     | 14.5                                     | 13.8                                     | 8.8                                      | 11.1                                     | 8.1                                      | 3.6                                      | 4.9                                      | 6.3                                      | 114                                      |
| 平均相對濕度（％）                       | 70                                       | 74                                       | 75                                       | 76                                       | 79                                       | 83                                       | 78                                       | 78                                       | 73                                       | 66                                       | 68                                       | 67                                       | 74                                       |
| 月均日照時數                             | 138.0                                    | 113.0                                    | 124.4                                    | 142.7                                    | 156.3                                    | 180.7                                    | 265.1                                    | 229.5                                    | 202.5                                    | 199.4                                    | 157.5                                    | 146.7                                    | 2,055.8                                  |
| 可照百分比                               | 41                                       | 35                                       | 33                                       | 37                                       | 38                                       | 44                                       | 64                                       | 58                                       | 55                                       | 56                                       | 48                                       | 45                                       | 46                                       |
| 来源：中国气象局                         |                                          |                                          |                                          |                                          |                                          |                                          |                                          |                                          |                                          |                                          |                                          |                                          |                                          |

## 政治

### 现任领导
| 机构     | · 中国共产党 · 泉州市委员会 | 泉州市人民代表大会 常务委员会 | 泉州市人民政府       | · 中国人民政治协商会议 · 泉州市委员会 | 泉州市监察委员会  |
| 职务     | 书记                        | 主任                          | 市长                 | 主席                                  | 主任              |
| -------- | --------------------------- | ----------------------------- | -------------------- | ------------------------------------- | ----------------- |
| 姓名     | 张毅恭                      | 徐华（女）                    | 蔡战胜               | 肖汉辉                                | 李占新            |
| 民族     | 汉族                        | 汉族                          | 汉族                 | 汉族                                  | 汉族              |
| 籍贯     | 福建省厦门市                | 福建省莆田市                  | 陕西省渭南市         | 福建省泉州市                          | 福建省上杭縣      |
| 出生日期 | 1968年10月（56歲）          | 1973年1月（52歲）             | 1973年8月（51—52歲） | 1966年4月（59歲）                     | 1968年7月（57歲） |
| 就任日期 | 2023年1月                   | 2025年1月                     | 2021年7月            | 2022年1月                             | 2023年7月         |

### 历任领导
| 市委书记 - 张明俊（1985年6月－1992年2月） - 陈营官（1992年2月－1994年7月） - 丘广钟（1994年7月－1998年2月） - 何立峰（1998年2月－2000年4月） - 刘德章（2000年4月－2002年3月） - 施永康（2002年3月－2005年6月） - 郑道溪（2005年6月－2008年4月） - 徐钢（2008年4月－2013年2月） - 黄少萍（2013年2月－2015年4月） - 郑新聪（2015年7月－2018年3月） - 康涛（2018年3月－2021年7月） - 王永礼（2021年7月－2021年12月） - 劉建洋（2021年12月－2022年12月） - 张毅恭（2023年1月－） | 市长 - 陈荣春（1986年1月－1991年3月） - 林大穆（1991年3月－1995年2月） - 何立峰（1995年2月－1998年2月） - 施永康（1998年2月－2002年5月） - 何团经（2002年5月－2003年2月） - 郑道溪（2003年8月－2005年7月） - 朱明（2005年7月－2009年6月） - 李建国（2009年6月－2011年7月） - 黄少萍（2011年7月－2013年2月） - 郑新聪（2013年2月－2015年7月） - 康涛（2015年7月－2018年7月） - 王永礼（2018年7月－2021年7月） - 蔡战胜（2021年7月－） |

### 中国共产党泉州市委员会现任常委
- 张毅恭：市委书记，市人大常委会主任、党组书记
- 蔡战胜：市委副书记，市人民政府市长、党组书记
- 卢秀萍：市委副书记
- 劉林霜：市委常委、宣传部部长、统战部部长，市委教育工作领导小组副组长、市文旅经济发展总指挥部总指挥长
- 汤孔忠：市委常委、组织部部长，市总工会主席
- 黃景春：市委常委，市人民政府常務副市長、黨組副書記
- 蔡天守: 市委常委、政法委书记、市法学会会长
- 李占新: 市委常委、市纪委书记，市监委主任
- 張文賢: 市委常委、晉江市委書記
- 周小华: 市委常委、秘书长，一级巡视员
- 李宣良: 市委常委、泉州军分区党委书记、政委

### 行政区划
泉州市現轄4個市轄区、5個县，代管3個县級市。
- 市轄区：鯉城区、丰泽区、洛江区、泉港区
- 县级市：石狮市、晋江市、南安市
- 县：惠安县、安溪县、永春县、德化县、金門县（未實際管治）[註 2]

泉州市另设以下行政管理区：国家级泉州经济技术开发区、国家级泉州高新技术产业开发区、国家级泉州台商投资区。

## 人口
根据2010年第六次全国人口普查，全市常住人口为8128530人，同第五次全国人口普查相比，十年共增加845490人，增长11.61%，年平均增长率为1.10%。其中，男性人口为4207544人，占51.76%；女性人口为3920986人，占48.24%。常住人口性别比（以女性为100）为107.31。0－14岁人口为1178882人，占14.50%；15－59岁人口为6237844人，占76.74%；60岁及以上人口为711804人，占8.76%，其中65岁及以上人口为486988人，占5.99%。
2017年末全市常住人口865万人，比上年末增加7万人。65岁及以上老年人口占7.3%。人口出生率为14.8%，死亡率为6.6%，自然增长率为8.2‰，常住人口城镇化率为65.7%。年末全市户籍人口742.33万人，户籍人口城镇化率为49.7%。
根据2020年第七次全国人口普查，全市常住人口为8,782,285人。同第六次全国人口普查的8,128,533人相比，十年共增加了653,752人，增长8.04%，年平均增长率为0.78%。其中，男性人口为4,586,453人，占总人口的52.22%；女性人口为4,195,832人，占总人口的47.78%。总人口性别比（以女性为100）为109.31。0－14岁的人口为1,810,831人，占总人口的20.62%；15－59岁的人口为5,811,365人，占总人口的66.17%；60岁及以上的人口为1,160,089人，占总人口的13.21%，其中65岁及以上的人口为790,577人，占总人口的9%。居住在城镇的人口为6,012,651人，占总人口的68.46%；居住在乡村的人口为2,769,634人，占总人口的31.54%。
根据《2023年泉州市国民经济和社会发展统计公报》，2023年年末，泉州常住人口888.3万人，比上年末增加0.4万人。其中，城镇常住人口628.8万人，占总人口比重（常住人口城镇化率）为70.79%，比上年末提高0.75个百分点。全年人口出生率为7.43‰，自然增长率为0.11‰。年末户籍人口775.70万人，比上年末增加1.87万人。

### 民族
2020年全市常住人口中，汉族人口为8,472,460人，占96.47%；各少数民族人口为309,825人，占3.53%。与2010年第六次全国人口普查相比，汉族人口增加572,933人，增长7.25%，占总人口比例下降0.71个百分点；各少数民族人口增加80,819人，增长35.29%，占总人口比例增加0.71个百分点。
2021年末，漢族占人口总数的96.47%，少数民族占3.53%（共31.14万人），其中以回族、畲族、苗族和土家族为主。有1个民族乡（惠安县百崎回族乡）、48个民族村（社区）；其中，回族村（社区）30个，畲族村15个，满族村2个（晋江市龙湖镇福林村和南安市霞美镇梧坑村），蒙古族村1个（泉港区涂岭镇小坝村）。回族主要分布在晋江市、惠安县和泉港区等地；畲族主要分布在南安市、安溪县和泉港区等地；土家族主要居住在晋江市和南安市等地。

## 交通

### 城市道路
泉州市区在上世纪90年代大规模道路改造前，大部分街道（如：改造前的涂门街）宽度仅为3-5米，仅中山路、新华路、温陵路相对较为宽阔。
90年代中后期，泉州市政府开始着手对老城区主干道路进行拓宽，除中山路、西街外的众多老城区主干道的路面宽度由3-5米拓宽至10-24米，并逐渐形成今日泉州老城区的路网格局。
同时随着泉州实施向东、环湾发展的城市发展战略，自1993年起至今逐步设立东海、城东、台商投资区、滨江等新区，新城区道路相较于老城区而言改善不少，例如东海大街、台投区东西主干道、南北迎宾大道等等的道路格局为双向主车道8车道、辅道4车道，与国内主流道路水平持平。
- 1997年建成的仕公岭立交桥为泉州市区第一座立交桥，2003年改造，[59]2004年建成为现今的立交桥格局。[60]

- 2004年建成的西湖下穿道为泉州市区第一座下穿式城市隧道。[61]

- 2008年建成的坪山高架桥为泉州市区第一座高架桥。[62]

- 2014年，晋江机场连接线通车，南端连接泉州晋江国际机场，北端连接2012年通车的田安大桥与 沈海高速池店收费站。通车后，泉州市区来往晋江机场的时间大大降低。[63][64]

- 2017年，因泉州古城提升改造及城市双修的要求，分别于7月和9月对西街东段、中山路进行分时分段交通管制。[65]其后，由于前往泉州古城（即西街钟楼附近）的游客日渐增多，西街东段与中山路（钟楼以南路段）施行更严格的交通管制，禁止一切车辆（西街东段）或一切机动车（中山路，且人流高峰时也禁止电动自行车、自行车）通行。[66]

- 2021年2月6日，连接泉州站与泉州市人民政府所在地东海行政中心，全长7.17公里的老君大道全线通车[註 5]，大大方便泉州站及东海、城东片区之间的交通，沿线的城华路、东湖街、少林路、泉山路等路段的交通压力也得到缓解。[70]

泉州实施禁止汽柴油驱动的摩托车（意即，合规的电动自行车允许上路）的政策，相关车辆禁止进入泉州旧城区以内。

### 国省干线
泉州境内的国道为 228国道、 324国道、 355国道、 358国道，省道则有 306省道、 307省道、 308省道等等。
而高速公路主要有 福厦高速、 泉南高速和 宁漳高速泉州段、 秀城高速泉州段、 南惠高速、 晋同高速泉州段、 甬莞高速泉州段、 沙厦高速泉州段， 政永高速泉州段。

### 公共交通

#### 公路
公路交通以城市公共汽车、短途道路客运为主

#### 铁路
- 漳泉肖铁路：漳平市-泉州市湄洲湾肖厝港

2014年12月10日起，随着5217/5218次列车缩短至漳平终到。漳泉肖铁路正式停办客运业务。
2023年1月5日起，漳泉肖铁路安溪-惠安南区间废止。
- 杭深铁路福厦段：杭深铁路福厦段于2010年开通。起泉州至上海一天有十余班次，让泉州与长三角经济区联系更紧密。

2015年元旦起，泉州站开行3趟至深圳北的始发终到动车。
- 兴泉铁路：江西省兴国县-泉州市丰泽区（客运）惠安县（货运）
- 福廈客運專線（客运）：福州市-厦门市，泉州市沿途设三站：泉港站，泉州东站，泉州南站。

##### 泉州轨道交通
- 泉州曾分别计划过建设有轨电车与地铁，但由于各种原因（财政、市区人口等未达标）均未实质规划，泉州市也成为目前中国大陆所有年生产总值（GDP）超过1万亿的城市里，少数没有地铁/轨道交通的城市。

- 城际铁路部分，廈漳泉城際鐵路R1線将有70km左右的路段经过泉州，其起于泉州东站，经台商投资区、丰泽、晋江、南安之后连接至翔安机场，最终到达漳州市。[71][72][73]

#### 航空

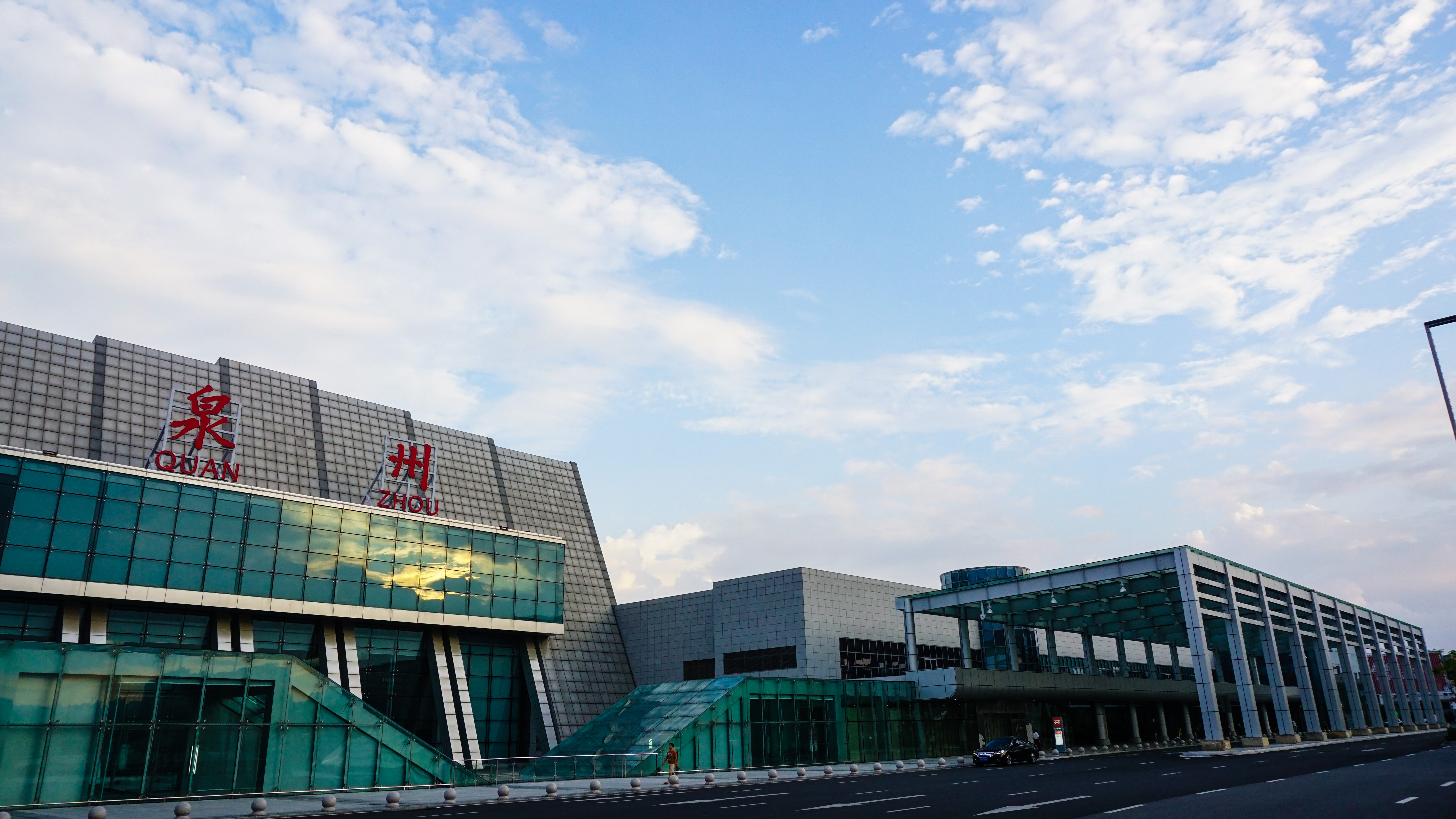
泉州晋江国际机场

泉州晋江国际机场位于晋江市青阳街道，有多条国内及不定期往返香港及马尼拉、澳门、台北、仁川、济州的国际港澳台航线。国务院以国函[2009]46号《国务院关于同意福建泉州晋江机场对外开放的批复》，正式批准设立泉州晋江机场一类航空口岸。2014年11月起，正式更名为泉州晋江国际机场。

#### 两轮出行方式
- 本地居民多采取电动车或者摩托车为代步工具。2013年起泉州市区禁行摩托车。2016年7月1日起，泉州市区禁止超（国家）标（准）电动车（即黄色牌照电动车）行驶。

- 2016年6月30日起，泉州公共自行车（俗称“小黄人”）投入使用。一期第一轮涵盖古城区域及市行政中心片区等共50个站点，约1500辆自行车。目前（2024年5月）有超过1300个站点。2023年4月起（2022年12月起开始试运行），出行系统加入公共电单车“小橙出行”，采用与先前在泉州市面流通的共享电单车的车款，并入“小黄人”的借还系统。[75][76]目前，该系统共有超过15000辆自行车与4800辆电单车；[77]但在旅游旺季，仍然会出现人流较大的地方无法借还车的情况。

- 尽管2016年左右开始，共享自行车在中国大陆风靡，但由于泉州公共自行车的存在，直到2018年左右电动助力车开始兴起之后，泉州才拥有哈罗单车等商业运营的共享电动助力车。不过，由于泉州在2020年与2021年持续进行创建全国文明城市的整治活动，相关电动助力车的便利度因此受到了巨大影响（例如难以停放），2021年11月时已清退电动助力车超过5万辆。[78]

### 水路
海路方面，泉州有自己的港口泉州港，较大的港口有石湖港、后渚港、石井港等。2006年6月8日泉金客運碼頭啟用，开办泉州至金门航线后，泉州成为了第三个实行“小三通”的城市。泉州港在2012年4月1日已合併於湄洲灣港，泉州市失去了泉州港的命名權和管理權，引起當地民眾、企業代表和各方名人的爭議。

## 经济

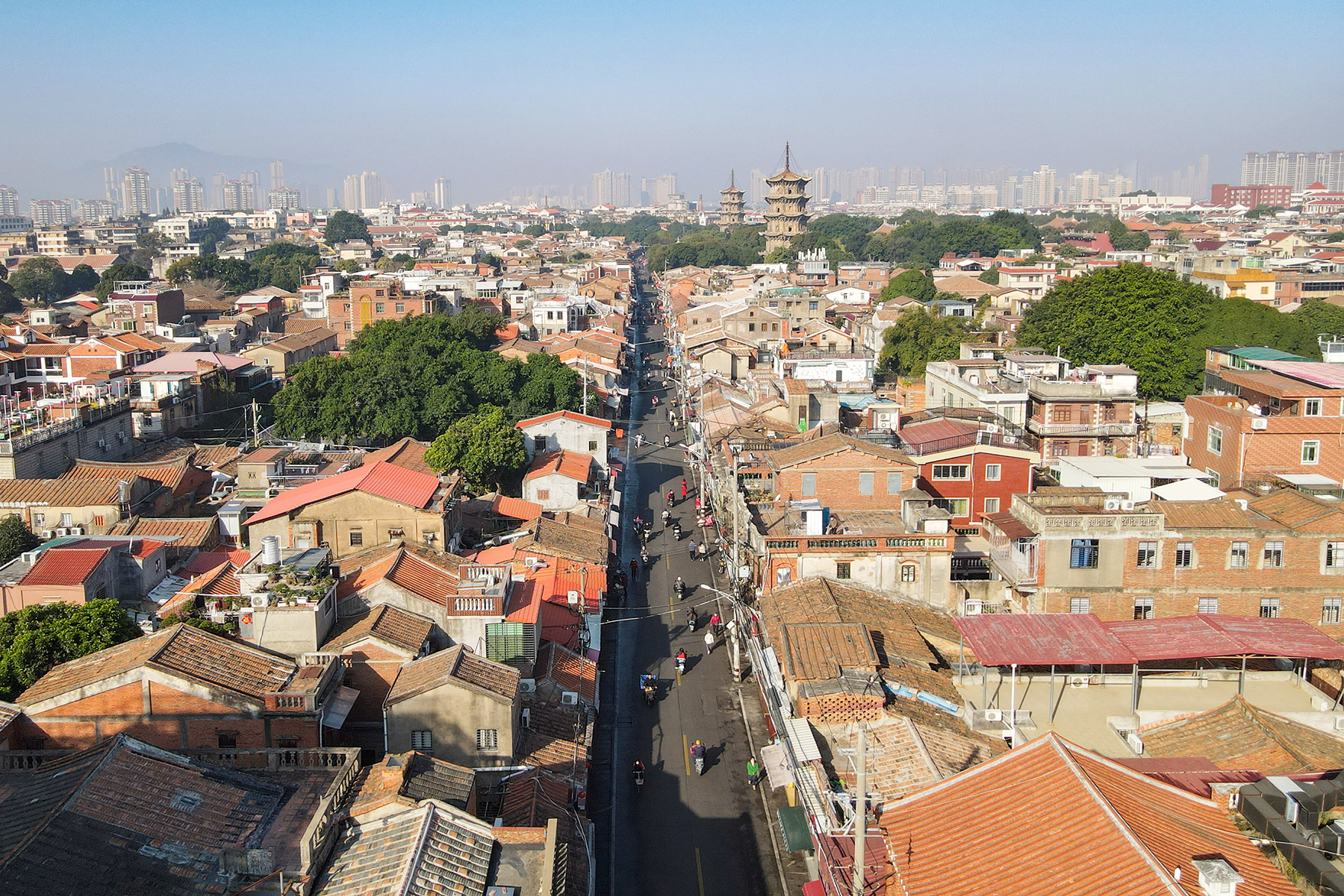
泉州古城西街一带

泉州市经济常年位居全国前列，2023年泉州市的国民生产总值（GDP）位列中国第21位。在2021年被省会城市福州市超越之前，泉州市的GDP曾连续20余年排名福建省第一。只以GDP数字看，泉州市已达到中等发达国家水平。著名本地品牌有安踏、特步、匹克、恒安等。
泉州是福建省的一个重要工业城市，被誉为中国重要的制造业生产基地和外贸出口中心。这座城市拥有九个千亿级产业集群，包括纺织服装、鞋业、石油化工、装备制造、建材家居、食品饮料、工艺制品、纸业印刷和电子信息等领域。这九大千亿产业的总产值占全市规上工业产值的九成以上。泉州市的经济成分占比中，民营经济占比为中国大陆万亿级城市中最高。

### 2023年数据

#### 主要经济数据
2023年，泉州市全年实现地区生产总值（GDP）12172.33亿元，比上年增长4.8%。全年人均地区生产总值137060元，比上年增长4.6%。其中，第一产业增加值261.66亿元，增长3.9%；第二产业增加值6469.12亿元，增长4.1%；第三产业增加值5441.55亿元，增长5.7%。三次产业比例为2.1 : 53.2 : 44.7。
全年全部工业增加值比上年增长3.0%。规模以上工业增加值增长3.3%。在规模以上工业中，轻工业增长1.5%，重工业增长5.7%。分门类看，采矿业增长34.0%，制造业增长3.2%，电力、热力、燃气及水生产和供应业增长1.9%。工业产品产销率94.5%。
全年批发和零售业增加值1806.66亿元，比上年增长7.1%；交通运输、仓储和邮政业增加值478.69亿元，增长5.2%；住宿和餐饮业增加值184.38亿元，增长7.4%；金融业增加值686.56亿元，增长7.0%；房地产业增加值615.16亿元，下降3.7%。规模以上服务业企业营业收入比上年增长2.6%。
全年居民人均可支配收入49486元，比上年增长6.0%；人均消费支出31638元，增长6.5%。城乡居民人均可支配收入比值为2.05，比上年缩小0.04。城乡居民家庭恩格尔系数分别为31.0%和37.8%。

#### 其他经济数据
2023年末，民用汽车保有量206.4万辆（含三轮汽车和低速货车），比上年末增长5.2%，其中私人汽车保有量184.6万辆，增长5.7%。全年共新建、改建公路396公里。年末公路通车总里程达19879公里，比上年末增加1003公里。其中，二级及二级以上高等级公路里程3060公里，高速公路里程684公里。公路密度达180.7公里/百平方公里。铁路总里程541.39公里，其中高铁里程188.36公里。
全年货物运输总量39383.00万吨，比上年增长7.8%；旅客运输总量4279.49万人次，增长86.8%。港口集装箱吞吐量191.93万标箱，下降8.2%。邮政业全年完成邮政函件业务723.84万件，包裹业务12.84万件，快递业务量21.78亿件，快递业务收入140.34亿元。年末移动电话基站数8.59万个，其中4G基站4.68万个，5G基站2.24万个。年末电话用户总数1195.43万户，其中，固定电话用户132.60万户，移动电话用户1062.82万户。固定互联网宽带接入用户501.39万户，比上年末增加27.02万户，固定宽带家庭普及率为139.56部/百户；移动互联网用户954.16万户，增加19.64万户。物联网终端用户1929万户，比上年末增长28.8%。
全年固定资产投资比上年增长11.5%。分产业看，第一产业投资增长56.3%；第二产业投资增长19.4%，其中，工业投资增长19.5%；第三产业投资增长6.6%。分领域看，项目投资增长23.4%，基础设施投资增长32.3%，民间投资下降0.5%。
2023年，全年新登记经营主体25.59万家，其中，企业6.72万家，个体工商户18.84万家。2023年年末，经营主体总数达152.77万家，其中，企业45.50万家，个体工商户106.78万家。全年一般公共预算总收入1018.47亿元，比上年增长10.6%。
全年货物进出口总额2599.29亿元，比上年下降4.0%。其中，出口额1885.52亿元，下降5.3%；进口额713.77亿元，下降0.5%。进出口顺差1171.75亿元，比上年减少105.54亿元。对共建“一带一路”国家和地区进出口总额1729.52亿元，比上年下降2.0%。对《区域全面经济伙伴关系协定》（RCEP）其他成员国进出口额845.41亿元，比上年下降13.4%。全年新设外商直接投资企业764家，比上年增长30.2%。投资总额22.6亿美元，增长50.4%；合同外资17.4亿美元，增长20.2%；实际使用外资8.5亿美元，下降12.8%。外商投资企业当年累计开业投产34家。

### 县市经济情况
| 区划名称                   | 国民生产总值（亿元） | 人均国民生产总值（元） |
| -------------------------- | -------------------- | ---------------------- |
| 泉州市                     | 12102.97             | 136533                 |
| 鲤城区（含经济技术开发区） | 759.1348             | 176748                 |
| 丰泽区                     | 850.0110             | 117567                 |
| 洛江区                     | 355.1064             | 138985                 |
| 泉港区                     | 696.5877             | 193497                 |
| 晋江市                     | 3207.4335            | 154762                 |
| 石狮市                     | 1159.6784            | 167584                 |
| 南安市                     | 1646.0528            | 107585                 |
| 惠安县（含台商投资区）     | 1624.4288            | 155671                 |
| 安溪县                     | 907.1772             | 90672                  |
| 永春县                     | 543.9113             | 129349                 |
| 德化县                     | 353.4438             | 104724                 |

### 县域经济特色

#### 品牌之都晋江
晋江为福建省、泉州综合实力最强的县市。县域经济基本竞争力常年居于中国百强县（市）第5-7位（2010年第7位），综合创新能力列全国县级市第6位，经济实力连续17年位居八闽县级之首。全省公共文明指数测评名列县级市第一。2011年GDP1095.68亿元，财政总收入136.06亿元。
品牌之都——截止目前，全市企业累计拥有123件“国字号”产品品牌、401件（项）省级产品品牌。其中，“中国名牌产品”97项、“中国驰名商标”24 枚、“中国出口名牌产品”2项、有25万多家品牌专营店遍布全国各地。24家企业主导或参与国家标准制修订，17家企业参与行业标准制修订，拥有国家级企业技术中心5个。 
产业基地——国字号产业区域品牌14项，在2009年第三届中国品牌节上，荣获“品牌城市特别奖”,是唯一获此殊荣的县级市。先后荣获“国家体育产业基地”、“世界茄克之都”、“中国鞋都”、“中国纺织产业基地”、“全国食品工业强县”、“中国伞都”、“中国陶瓷重镇”、“中国休闲服装名镇”、“中国内衣名镇”、“中国织造名镇”、“中国包装印刷基地”等称誉。
晋江板块——截至目前，全市上市企业达37家，募集股市资金约205亿元人民币，市值约1800亿元人民币。上市企业数排在全国各县（市、区）首位，形成证券市场的“晋江板块”。

#### 东方米兰石狮
石狮市为福建省、泉州综合实力第二的县市，综合经济实力位居全国中小城市科学发展百强第 21位。人均GDP、城镇居民人均可支配收入、城镇化率、人均汽车保有量等多项指标居全省县市第一。2014年全市生产总值638.3亿元。
石狮是中国休闲服装名城。石狮以服装闻名于世，拥有纺织服装及配套行业企业1万多家，年产值1000多亿元，是中国重要的纺织服装生产基地和集散地之一。石狮服装50%出口，许多国际知名服装品牌都在石狮进行原料采购、定单生产。石狮是中国五大服装跨国采购基地之一，中国十大服装批发市场和中国十大创新市场，是亚洲最重要的服装专业市场之一。从石狮走出去的中国时装名牌有很多，如七匹狼、利郎、卡宾、左岸、希尼亚、狼道、爱登堡、威兰西、金苑、赛琪等等。

#### 雕艺之乡惠安
惠安是中国著名的石雕之乡。素“雕艺之乡”、“建筑之乡”等美誉。惠安为极具实力的县市，其综合竞争力位居福建省第三位，2010年位居全国百强县（市）第29位。2009年，惠安县GDP总量344.52亿元（折合50.43亿美元），人均GDP为36,573元（合5,354美元）

#### 水暖之乡南安
南安是中国著名的水暖之乡，2014年全国百强县排行榜新鲜出炉，南安位列第33位。著名的水暖企业有九牧、中宇、辉煌、申鹭达等。2012年南安地区生产总值完成661.5亿元人民币，石材、水暖厨卫、机械装备是南安市的三大支柱产业。

#### 中国茶都安溪
安溪是铁观音茶叶的故乡，是中国著名的茶乡之一。安溪经济活跃，发展迅猛。改革开放三十年多来，安溪摆脱贫困，步入小康，持续发展，是中国百强县之一，福建省经济实力十强县、经济发展十佳县。2009年全县生产总值248.95亿元，工业总产值361.5亿元，财政总收入13.78亿元，农民人均纯收入7701元。著名的茶叶企业有安溪铁观音集团、八马茶叶、日春茶叶等等。

#### 芦柑之乡永春
永春是中国首批开放县之一、中国香都、中国芦柑之乡、中国纸织画之乡、全国生态县、全国绿化模范县、同时是中国最具特色魅力旅游名县、中国宜居宜业典范县、全省绿化模范县、林业十佳县和环境保护先进县、生态示范区。曾五度被评为福建省经济实力十强县（2004-2008年）。

#### 陶瓷之都德化
德化是中国当代瓷器的著名产地，1996年被国务院发展研究中心命名为“中国陶瓷之乡”，2003年又被称评为“中国民间（陶瓷）艺术之乡”，获“中国瓷都·德化”之称，2015年被授予“世界陶瓷之都”称号。

## 文化
泉州文化生活丰富，并拥有大量国家级非物质文化遗产。如南音、泉州北管、泉州拍胸舞、梨园戏、高甲戏（柯派）、泉州提线木偶戏、晋江布袋木偶戏、惠安石雕、泉州花灯、德化瓷烧制技艺、惠安女服饰、打城戏、五祖拳、水密隔舱福船制造技艺、乌龙茶制作技艺（铁观音制作技艺）、闽南传统民居营造技艺、灵源万应茶、南安英都拔拔灯、蟳埔女习俗、泉州（李尧宝）刻纸、木偶头雕刻（江加走木偶头雕刻）、安海嗦啰嗹习俗、安海抓鸭等。

#### 戏曲戏剧
- 高甲戏
- 梨園戏
- 傀儡戲（提綫木偶）
- 打城戏

#### 國家級非物質文化遺產
- 传统音乐：泉州南音、泉州北管
- 泉州拍胸舞
- 传统戏剧：梨園戲、高甲戲（柯派）、木偶戲（泉州提線木偶戲、晉江布袋木偶戲）、打城戲
- 传统体育、游艺与杂技：五祖拳、泉州刣狮
- 传统美术：剪紙（泉州（李堯寶）刻紙）、惠安石雕、木偶頭雕刻（江加走木偶頭雕刻）、燈彩（泉州花燈）、竹编（安溪竹藤编）、木雕（泉州木雕）、永春纸织画
- 閩南傳統民居營造技藝
- 民俗：端午節（安海嗦囉嗹端午習俗）、闽台对渡(海上泼水节)习俗、惠安女服飾、元宵節（泉州鬧元宵習俗、闽台东石灯俗）、南安英都拔拔灯习俗、蟳埔女習俗
- 南派布袋戏
- 南少林武术
- 南安蔡氏古民居建筑群营造技艺
- 泉州杨阿苗民居营造技艺
- 传统技艺：德化瓷烧制技艺、水密隔艙福船製造技藝、安溪乌龙茶（铁观音）制作技艺、闽南传统民居营造技艺
- 晋江传统民居营造技艺
- 惠安传统建筑技艺
- 传统医药：晋江灵源万应茶[88]

### 饮食
泉州由于历史悠久，文化交汇所以有着大量的美食。如面线糊、三合面、菜燕糕、余甘枝、蒜蓉枝、桔红糕、泉州捆蹄、菜头酸、潤餅卷、牛肉羹、貢糖、雞卷、酥糕、猪油粕、蛎饼、洪濑鸡爪、金淘豆干等美食。

### 語言
泉州市最主要的方言为闽语闽南片泉漳小片泉州话（可细分为府城腔和海口腔），在泉州市绝大部分地方通行。如今由泉州话衍生出来的分支遍布各地，尤其是東南亞國家如新加坡、馬來西亞和菲律賓等國。
此外，还有多种使用人数较少的方言分布：
- 头北话：通行于泉港区南埔镇、后龙镇、峰尾镇大部、前黄镇东端和涂岭镇东北端，为闽语闽南片和闽语莆仙片的过渡方言。
- 闽语莆仙片，通行于泉港区界山镇、涂岭镇北端和南埔镇施厝村、洛江区罗溪镇东北端、永春县湖洋镇东南端以及德化县水口镇毛厝村[92]和葛坑镇湖头村。
- 闽语闽南片泉漳小片漳州话：通行于安溪县福田乡大部和感德镇西部。
- 中仙话：通行于德化县杨梅乡和顺村和上云村[92]，为尤溪城关话、闽语闽东片侯官小片和闽语莆仙片的过渡方言，偏尤溪城关话。
- 淳湖话：通行于德化县水口镇淳湖村，语言分类未定[93]。
- 畲话：通行于德化县葛坑镇龙塔村[92]。

### 宗教

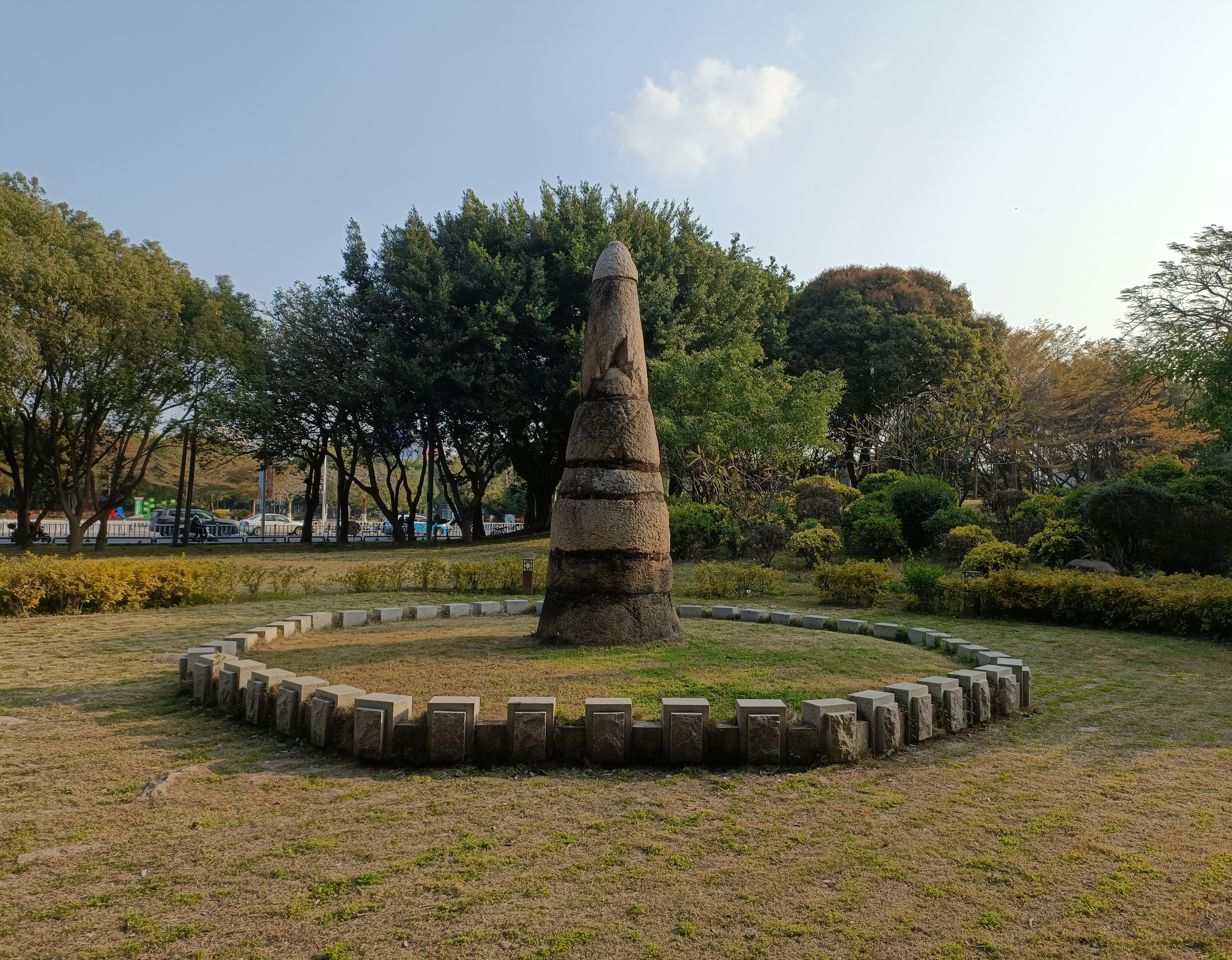
石笋，第一批福建省文物保护单位

泉州在宋元时极為繁荣，海外交流频繁。历史上，这里雲集了世界各地的商賈，隨之而來的是世界各地的宗教。世界各大宗教在此和平共处。聯合國考察團官員讚譽泉州是「世界宗教博物館」。泉州有6000多座庙宇，供奉着500多种神祇。
主要宗教场所和遗迹：
- 佛教：开元寺、承天寺、崇福寺、報恩寺、晉江龍山寺、安溪清水巖、靈應寺、弘一法師舍利塔、開化洞阿彌陀佛造像等
- 道教：老君岩造像、法石真武廟、安溪城隍廟、霁云殿等
  - 妈祖崇拜：泉州天后宮、沙格靈慈宮、潯浦順濟宮等
  - 王爷崇拜：通淮关岳庙、惠安青山宮、诗山鳳山寺、花橋慈濟宮、泉州富美宮、石門玉湖殿等
- 儒教：泉州府文廟、安溪文廟、永春文廟等
- 基督教
  - 天主教：厦门教区泉州圣家堂（花巷天主堂）、惠安天主堂、洛阳天主堂、金淘天主堂等
  - 新教：泉南堂、泉西堂、聚宝堂、浮桥堂、法石堂、琯头堂、霞美堂、前店堂、河市堂、马甲堂、新告堂、金刚巷堂、承天巷堂、滨城堂等
  - 景教：四翼天使造像[94]
- 伊斯蘭教：清淨寺、灵山伊斯兰教圣墓
- 摩尼教：草庵（世界現存唯一摩尼教寺廟遗址）
- 印度教：白耇庙、番佛寺遗址
- 犹太教：抱鼓石[95]
- 三一教：章山堂、螺山堂等[96]
- 生殖崇拜：石笋[97]
- 人物崇拜：开闽三王祠、留从效庙[98]、忠惠蔡公祠、南安延平郡王祠、解放军庙等

## 教育

### 教育史

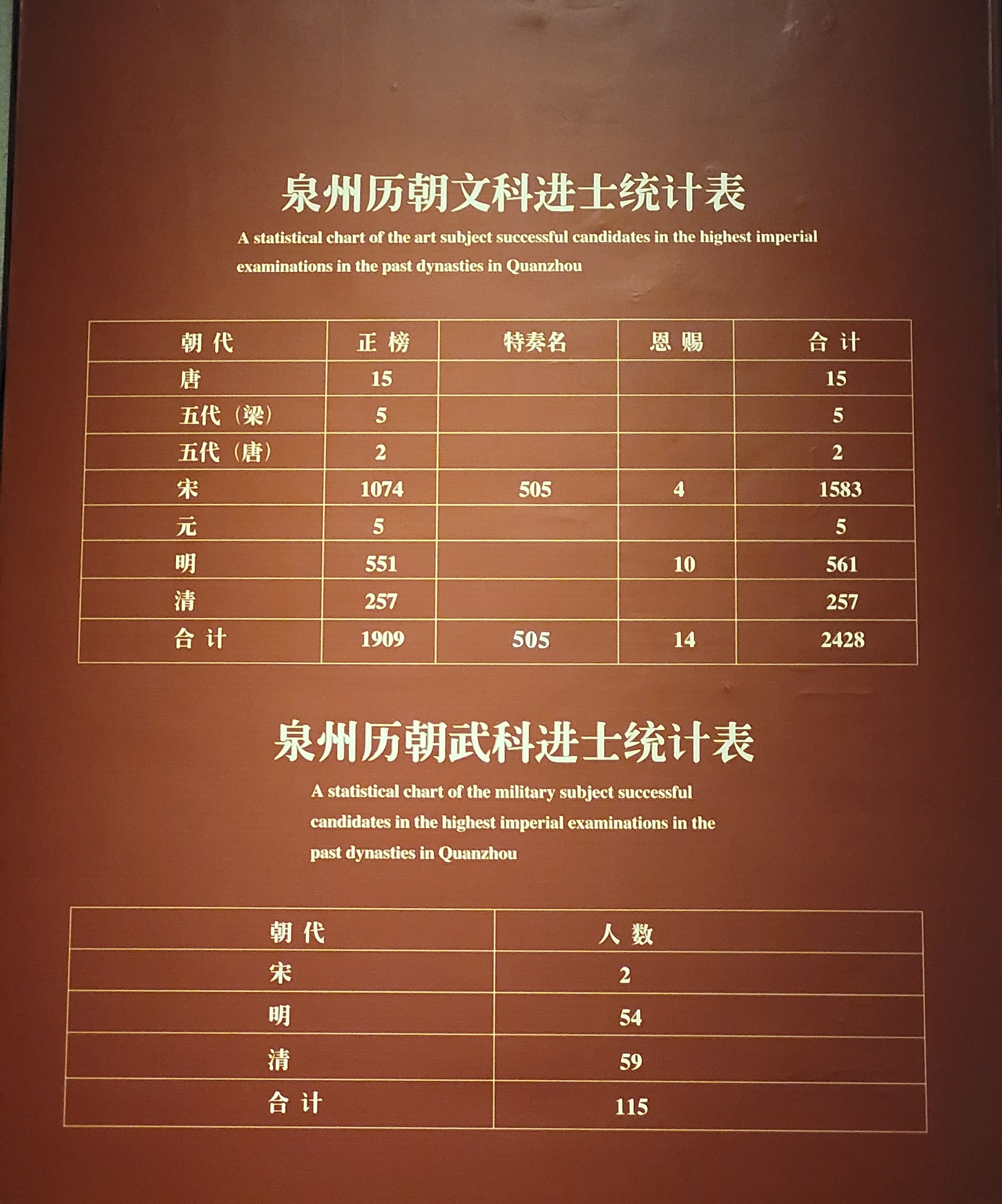
泉州市博物馆陈列之泉州进士统计

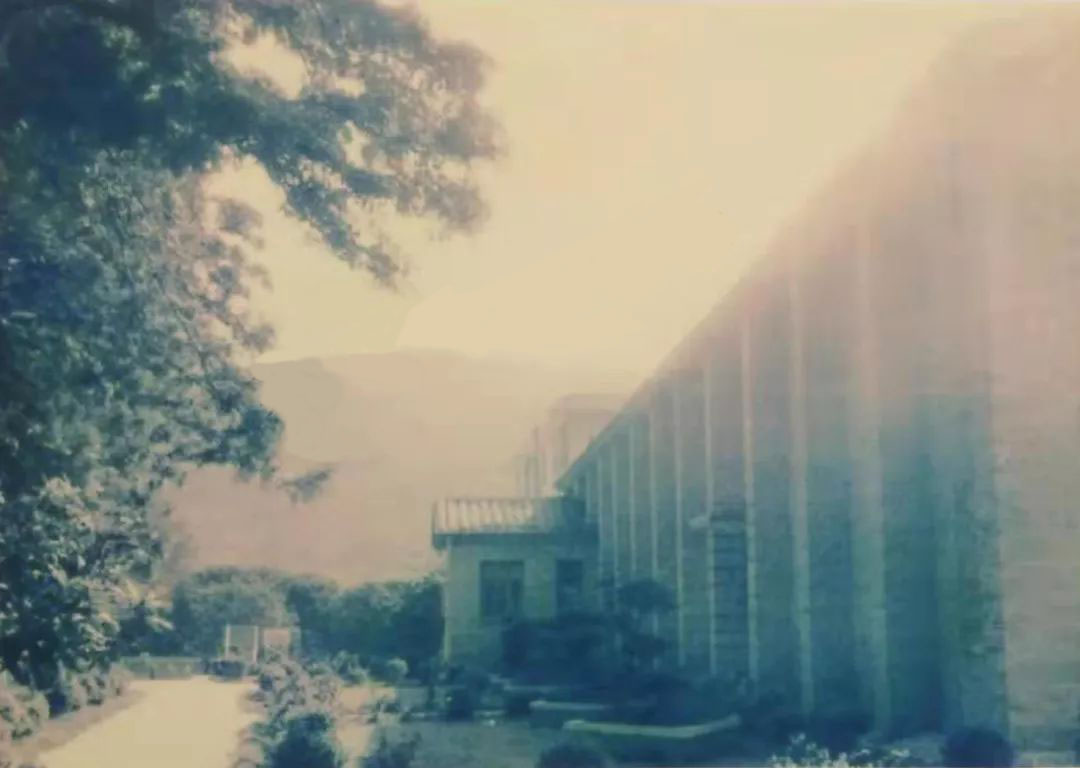
泉州大学

秦汉以來，泉州一带就存在原始教育。西晋以后，私学开始在泉州形成。唐建中年间（780年—783年），泉州首办乡学。
清源军（平海军）割据时期，每年秋季在泉州举行进士、明经考试，称作“秋堂”，选拔人才为官。
北宋开宝六年（973年），政府诏令泉州设立州学、县学，以孔庙作学宫，聘名师为教谕，生员有定额，赡给有学田，制度完备，礼仪严肃。自此以后，泉州办学之风日盛。南宋在泉州设立南外宗正司，形成教育皇室子弟的宗学。朱熹在泉州讲学后，开始出现书院。
元朝，泉州开始出现社学，同时新办金门浯州书院。由于通商的阿拉伯人增多，蒲寿庚曾申办蕃学。
明洪武年间，政府诏令开设学校，选聘儒师，召收弟子生员治教，尔后开科取士，泉州教育得到更大的发展。
清乾隆年间，泉州的府学达到全盛。光绪三十一年，科举制度废除，府州县学改办中、小学堂或孔庙，部分书院和私塾改为新学堂。清末，泉州开设中学堂4所，小学堂110所，职业学校1所。新办的学堂中，除少数官办处，大部份为私立，其中以华侨和教会办的学堂尤多，文风盛开，教育发达。
自唐贞元八年（792年）欧阳詹考中进士后，至清光绪三十年（1904年）的1100多年中，泉州中进士的共有2473人。其中入阁拜相者，在宋明清三朝就有20人，即宋朝的曾公亮、苏颂、留正、梁克家、吕惠卿、蔡确、曾从龙、曾怀；明朝的李廷机、林轩、张瑞图、蒋德璟、杨景辰、史继偕、林欲楫、刘麟长；清朝的洪承畴、李光地。此外，还有历任明朝五部尚书的黄克缵。明末，泉州还出现了思想家李贽和民族英雄郑成功。
民国初年，学堂改为学校。民国八年（1919年），出现新文化运动。民国期间，政府曾多次下令取缔私塾，但多数私塾仍存在。民国期间由于战乱，多数学校办学存在问题，一些学校时兴时废。
中华人民共和国成立后，新政府开始接办官立学校，并于1952年接办教会学校。至1955年，私塾全部消失。1958年，泉州大学成立，次年撤销。1990年，全市有全日制大专院校4所、大专班2所。

### 高等院校
- 公办本科院校：华侨大学、泉州师范学院、福州大学晋江校区（分校区）、福州大学化工学院（二级学院）泉港校区、福建农林大学安溪茶学院（二级学院）、福建医科大学第二临床医学院（二级学院）
- 民办本科院校：仰恩大学、闽南理工学院、闽南科技学院、泉州信息工程学院
- 民办本科独立学院：福州大学至诚学院晋江校区（分校区）、福州大学至诚学院泉港校区（分校区）、福建农林大学金山学院（安溪）（分校区）
- 公办职业本科院校：黎明职业大学
- 民办职业本科院校：泉州职业技术大学
- 公办专科院校：泉州医学高等专科学校、泉州幼儿师范高等专科学校、福建电力职业技术学院、泉州经贸职业技术学院、泉州工艺美术职业学院
- 民办专科院校：泉州工程职业技术学院、泉州轻工职业学院、泉州纺织服装职业学院、泉州海洋职业学院、泉州华光职业学院[99]

### 重点中学
泉州现有29所福建省一级达标高级中学：泉州第一中学、泉州第五中学、泉州第七中学、泉州第九中学、泉州第十一中学、泉州培元中学、泉州城东中学、石狮第一中学、石狮石光中学、晋江第一中学、晋江第二中学、晋江养正中学、晋江季延中学、晋江侨声中学、晋江毓英中学、晋江南侨中学、晋江英林中学、南安第一中学、南安第三中学、南安国光中学、南安侨光中学、南安南星中学、惠安第一中学、惠安荷山中学、泉州惠南中学、安溪第一中学、安溪铭选中学、永春第一中学、德化第一中学。

### 重点小学
泉州现有4所市直小学：泉州市实验小学、泉州市晋光小学、泉州师范学院附属小学、泉州市第二实验小学。

## 风景名胜

### 文物古迹
泉州是国家历史文化名城，是中国南方少有的文物大市，拥有全国重点文物保护单位32项（其中市区内11项），另有福建省文物保护单位和泉州市文物保护单位各数十处。
| 文物單位                                                     | 地址                                 | 备注                                                     |
| ------------------------------------------------------------ | ------------------------------------ | -------------------------------------------------------- |
| 潘湖黄相府                                                   | 泉州市晋江潘湖欧厝黄仁颖状元街       |                                                          |
| 欧阳詹故居                                                   | 泉州甲第巷詹厝山（源和堂里）         |                                                          |
| 泉州府文庙                                                   | 泉州市鲤城区中山中路泮宫内           | 2021年世界文化遺產項目：泉州：宋元中国的世界海洋商贸中心 |
| 蔡氏古民居建筑群                                             | 南安市官桥镇                         |                                                          |
| 陈埭丁氏宗祠                                                 | 晋江市陈埭镇                         |                                                          |
| 安溪文庙                                                     | 安溪县城区                           |                                                          |
| 郑成功墓                                                     | 南安县水头镇                         |                                                          |
| 伊斯兰教圣墓                                                 | 丰泽区东湖街道                       | 2021年世界文化遺產項目：泉州：宋元中国的世界海洋商贸中心 |
| 南坑窑址（包括浔中、盖德、三班）                             | 南安市东田镇                         |                                                          |
| 磁灶窑址（包括金交椅山窑址）                                 | 晋江市磁灶镇                         | 2021年世界文化遺產項目：泉州：宋元中国的世界海洋商贸中心 |
| 德济门遗址                                                   | 鲤城区天后路                         | 2021年世界文化遺產項目：泉州：宋元中国的世界海洋商贸中心 |
| 泉州港古建筑（萬壽塔、六胜塔、石湖港、法石真武廟、江口码头） | 石狮市蚶江镇、宝盖镇、丰泽区东海街道 | 2021年世界文化遺產項目：泉州：宋元中国的世界海洋商贸中心 |
| 九日山摩崖石刻                                               | 南安市丰州镇                         | 2021年世界文化遺產項目：泉州：宋元中国的世界海洋商贸中心 |
| 草庵石刻                                                     | 晋江市罗山镇                         | 2021年世界文化遺產項目：泉州：宋元中国的世界海洋商贸中心 |
| 清净寺                                                       | 鲤城区涂门街                         | 2021年世界文化遺產項目：泉州：宋元中国的世界海洋商贸中心 |
| 洛阳桥                                                       | 洛江区万安街道与惠安县洛阳镇         | 2021年世界文化遺產項目：泉州：宋元中国的世界海洋商贸中心 |
| 安平桥                                                       | 安海、水头两镇交界的海湾上           | 2021年世界文化遺產項目：泉州：宋元中国的世界海洋商贸中心 |
| 泉州天后宫                                                   | 鲤城区南门天后路                     | 2021年世界文化遺產項目：泉州：宋元中国的世界海洋商贸中心 |
| 开元寺                                                       | 鲤城区西街                           | 2021年世界文化遺產項目：泉州：宋元中国的世界海洋商贸中心 |
| 崇武城墙                                                     | 惠安县崇武镇                         |                                                          |
| 清源山石造像                                                 | 丰泽区清源山麓                       | 2021年世界文化遺產項目：泉州：宋元中国的世界海洋商贸中心 |
| 庵山沙丘遺址                                                 | 晉江市深滬鎮坑邊村                   |                                                          |
| 五塔岩石塔                                                   | 南安市官橋鎮竹口村龍水山             |                                                          |
| 青山宮                                                       | 惠安縣山霞鎮下坂村                   |                                                          |
| 晉江龍山寺                                                   | 晉江安海鎮型厝村北                   |                                                          |
| 安溪清水岩                                                   | 安溪县城西北的蓬莱山                 |                                                          |
| 杨阿苗故居                                                   | 鲤城区江南街道办事处亭店社区         |                                                          |
| 南安林氏民居                                                 | 南安市省新镇满山红村                 |                                                          |
| 南安中憲第                                                   | 南安市石井鎮延平東路                 |                                                          |
| 安溪县李光地宅和祠                                           | 安溪湖頭                             |                                                          |
| 西資寺石佛                                                   | 晉江市金井鎮岩峰村卓望山             |                                                          |
| 南天寺石佛和摩崖刻石                                         | 泉州晋江市东石镇许西坑村岱峰山       |                                                          |
| 晋江潘湖湖口黄帝宫印尼针记黄维源祖居                         | 泉州晋江潘湖                         |                                                          |
| 永春苦寨坑原始青瓷窯址                                       | 泉州市永春縣介福鄉紫美村             |                                                          |

- 泉州府文庙大成殿
- 清净寺
- 开元寺大雄宝殿
- 承天寺大雄宝殿
- 泉州天后宫正殿
- 清源山石造像——老君岩
- 德济门遗址
- 李贽故居
- 泉州港古建筑——法石真武庙
- 九日山摩崖石刻
- 崇武古城
- 草庵

### 博物馆
泉州境内有包括中国闽台缘博物馆、泉州海外交通史博物馆（此二者为国家一级博物馆）、泉州市博物馆、晋江市博物馆、德化县陶瓷博物馆（此三者为国家二级博物馆）、泉州华侨历史博物馆、泉州伊斯兰教博物馆、泉州南建筑博物馆（暂时附设在泉州市博物馆内）在内的多家博物馆。

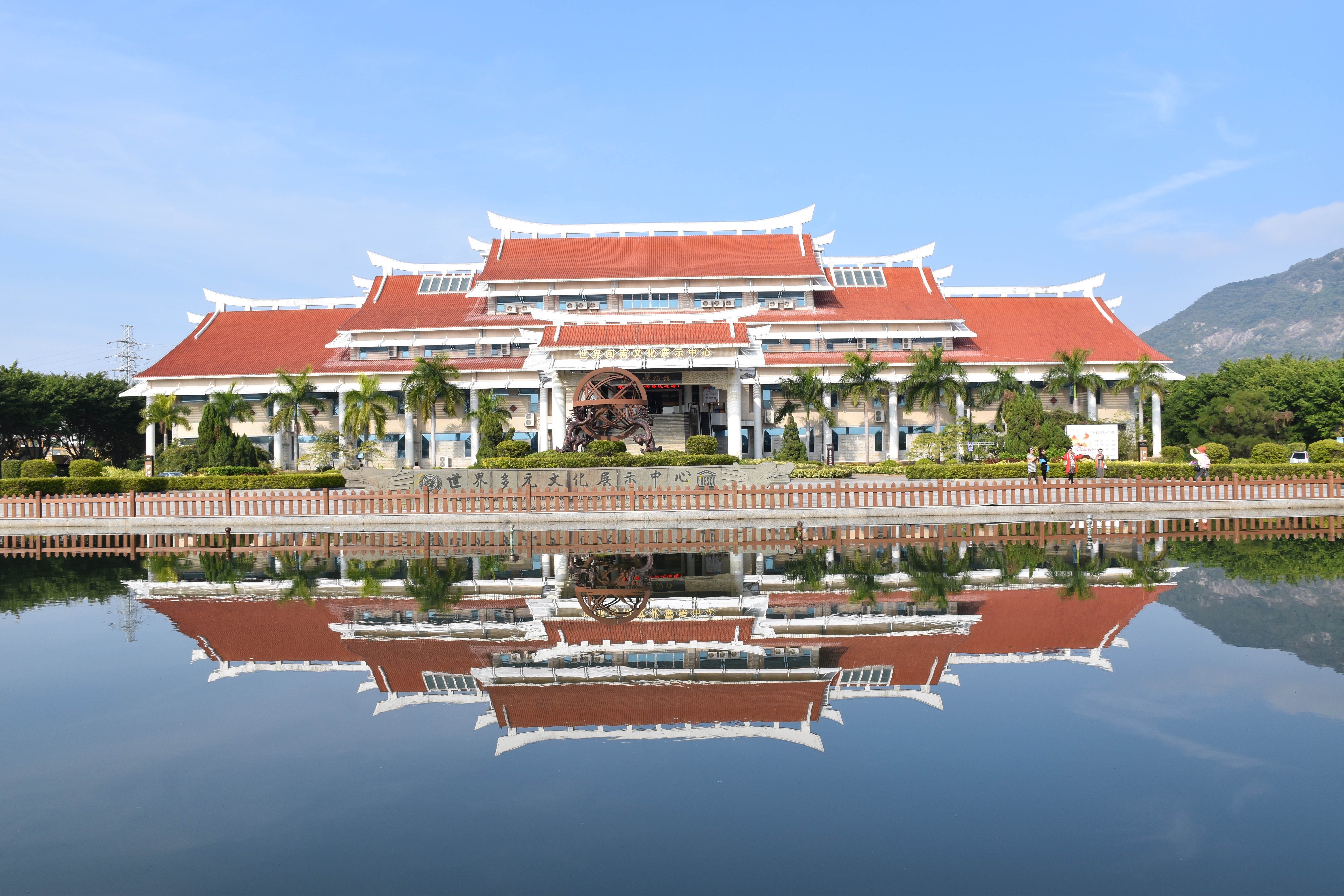
2020年时的泉州市博物馆。

### 旅遊景區

#### 国家5A级景区
- 泉州市清源山风景名胜区

#### 国家4A级景区
1. 泉州开元寺
2. 安溪清水岩
3. 永春牛姆林生态旅游区
4. 惠安崇武古城风景区
5. 德化石牛山景区
6. 中国闽台缘博物馆
7. 泉州市博物馆
8. 德化九仙山景区
9. 晋江市五店市传统文化旅游区
10. 泉州源和1916创意产业园景区
11. 晋江安平桥景区
12. 永春北溪文苑生态旅游区
13. 石狮宝盖山景区
14. 安溪县溪禾山铁观音文化园
15. 泉州市八仙过海欧乐堡景区
16. 晋江市梧林传统村落
17. 德化县国宝云龙谷景区
18. 南安市英良石材自然历史博物馆

#### 国家3A级景区
1. 安溪凤山风景旅游区
2. 永春蓬壶百丈岩风景区
3. 南安市灵应寺
4. 永春乌髻岩旅游风景区
5. 永春县仙洞普济旅游风景区
6. 永春县魁星岩旅游风景区
7. 晋江灵源山旅游区
8. 晋江围头战地文化渔村
9. 安溪洪恩岩景区
10. 南安凤山风景区
11. 惠安净峰寺旅游区
12. 南安市香草世界（天柱山）
13. 永春雪山生态旅游区
14. 泉港红星生态园
15. 南安叶飞故里红色旅游区
16. 泉州市森林公园景区
17. 南安郑成功文化旅游区
18. 安溪志闽生态旅游区
19. 仙公山旅游区
20. 泉州七匹狼中国男装博物馆
21. 德化顺美陶瓷文化世界
22. 晋江经验馆
23. 石狮世茂海上丝绸之路博物馆
24. 晋江市博物馆
25. 安溪国心绿谷生态茶庄园
26. 德化安娜茶油文化产业园[101]

#### 全国乡村旅游重点村镇
- 惠安县崇武镇大岞村（第一批村）
- 晋江市金井镇围头村、德化县国宝乡佛岭村（第二批村）
- 晋江市新塘街道梧林社区（第三批村）
- 惠安县崇武镇（第二批镇）

#### 国家级旅游休闲街区
- 晋江市五店市传统街区（第一批）
- 泉州中山路旅游休闲街区（第二批）

#### 国家工业旅游示范基地
- 泉州市七匹狼工业园[102]

## 姐妹城市
截至2017年10月20日，泉州市已经与5个国家建立了6对国际友好城市关系。
| 友好城市                              | 结好时间       | 签字地点     |
| ------------------------------------- | -------------- | ------------ |
| 浦添市（日本冲绳县）                  | 1988年9月23日  | 浦添市       |
| 蒙特利公园市（美国加利福尼亚州）      | 1994年2月24日  | 蒙特利公园市 |
| 诺伊斯塔特市（德国莱茵兰-普法尔茨州） | 1995年11月2日  | 泉州市       |
| 圣迭戈郡（美国加利福尼亚州）          | 1997年9月10日  | 泉州市       |
| 耶尼谢希尔（土耳其梅尔辛省）          | 2002年4月17日  | 泉州市       |
| 古晋南市（马来西亚砂拉越州）          | 2017年10月19日 | 泉州市       |